# Астрахань
А́страхань — город в России, административный центр Астраханской области, образует городской округ «Город Астрахань». Является центром Астраханской агломерации. Астрахань — старейший экономический и культурный центр Нижнего Поволжья и Прикаспия, входит в Перечень исторических городов России.
Располагается в верхней части дельты реки Волги, на 11 островах Прикаспийской низменности. Расстояние до Москвы по автодороге составляет 1400 км. Город разделён на 4 административных района: Кировский, Советский, Ленинский и Трусовский. Население составляет 465 990 человек (2025), площадь — 208,7 км².

## Этимология
О происхождении названия города существует множество легендарных и полулегендарных версий.
Васильева Е. А., приводит данные Клавдия Птолемея Александрийского (II век н. э.), опубликованные Татищевым В. Н., «около реки Кубани, на пространстве обширных степей, обитал в древности народ астурохани (аскуракани), и теперь Астрахань имя сего народа поныне сохраняет». В литературе встречается и другое написание имени этого этноса — азтураканы или азкураканы. Если учитывать эти данные, то получается, что ойконим Астрахань существует около двух тысяч лет.
Две распространённых в прошлом версии, предложенные Страленбергом, что название города происходит от славянского «страхань» — прорезь или от скифских слов «ас» — воевода и «тархан», были отвергнуты В. Н. Татищевым как «невероятные».
Название города в различных летописях ПСРЛ: Азсторокань, Азтаракань, Азтарокань, Азторакань, Азторокань, Азторохань, Асторокань, Асторохань, Астрохань, Хазторокань.
Столь же несостоятельной является всячески пропагандировавшаяся в эпоху Ивана Грозного версия о тождественности названий Тмутаракань и Азторокань, которая появилась в угоду политическим интересам с целью обосновать притязания Москвы на старинные русские тмутараканские земли. Повторно эта версия появилась в любительских работах астраханского краеведа М. Кононенко уже в 1990-х годах (Кононенко объяснял название «Аз-торок-кань» как «грань (конец) первой засеки»), но она не выдерживает никакой критики, поскольку автор для обоснования выдумал некое Азтороканское княжество или царство, существовавшее ещё до прихода монголов в Поволжье и в Подонье («Царство до Дона»).
У татар-мишарей имеется легенда о том, что у них был свой правитель Сарай-хан, у которого были сыновья Астер-хан и Касим-хан. В этой легенде явно видна попытка объяснить происхождение названий городов Сарай, Астрахань и Касимов.
Наиболее распространённой среди астраханцев легендой является предание о неком хане по имени Астра, правившем здесь в далёкие времена или о дочери его Астре, в честь которых был назван город. Легенда имеет явно позднее русскоязычное происхождение. О правдоподобности её в научных кругах вопрос никогда не ставился.
Существуют также спорные теории, которые связывают название города с племенем асов, якобы кочевавшим здесь в средние века и с тарханной грамотой, полученной асами от хана Золотой Орды. Однако, ни о каком племени асов в окрестностях Астрахани из исторических или археологических источников учёным ничего не известно. Исторические известные асы или ясы — это аланы Северного Кавказа или Подонья, и упоминаются в контексте Нижнего Поволжья они только один раз, в путевых записках Гильома Рубрука как жители города Суммеркента в предмонгольское время.
Существовала версия происхождения топонима Астрахань от тюркского ас — низ, нижний (или асра — внизу) и таркан, таракан — расположенный, пребывающий, находящийся (от тар, тур, тор — стоять, пребывать). Астаракан — в низовье расположенный, нижний.
К 1666 году относятся сведения о городе турецкого путешественника и писателя Эвлии Челеби, который сохранил до нашего времени ещё одну легенду о происхождении названия города. Он именует Астрахань так же, как и другие путешественники и писатели турецкого и крымского происхождения Аждерхан, и пишет, что ранее в окрестностях города обитал злобный дракон — аждерха (распространённый в тюркском фольклоре персонаж), которого победил джигит и освободил жителей города от напасти. Город, основанный на месте гибели дракона, решено было назвать в честь дракона — Аждерхан (Драконий). Астраханский этнограф А. В. Сызранов отметил интересную параллель данной легенды с легендой о Зиланте — змее (драконе), символе Казани.

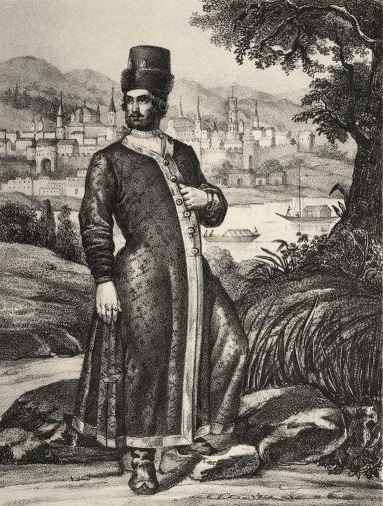
Город Астрахань в начале XVII столетия. Мужчина в терлике и шапке мурмолке

Самое раннее упоминание города находится у арабского путешественника Ибн Баттута, посетившего Хаджи-Тархан в 1333 году. Он писал: «Тархан значит у них (у татар) место, изъятое от податей… Город этот получил название своё от тюркского хаджи (паломника), одного из благочестивцев, появившегося в этом месте. Султан отдал ему это место беспошлинно, и оно стало деревней; потом оно увеличилось и сделалось городом». Эту версию происхождения названия пересказывали В. Н. Татищев и С. Г. Гмелин, услышав её от астраханских татар. Встречается эта версия и позднее, в исторических записках XIX века, будучи записанной со слов местных религиозных (мусульманских) авторитетов.
В современной исторической науке именно данная версия считается единственно обоснованной, поскольку существует материальное свидетельство: большое количество золотоордынских монет XIV—XV веков, обнаруженных как на территории городища Шареный бугор, так и на других золотоордынских городищах, на которых чётко читается место чеканки — город Хаджи-Тархан. Название этого золотоордынского города разные путешественники и послы огласовывали по-разному, поскольку говорили на разных языках и приспосабливали их к незнакомому звучанию. По этой причине названия Хаджи-Тархан, Ас-Тархан, Цытрахань, Цитархан, Дастархан, Аштар-хан, Гаджи-Тархань, Гинтрахань, Аджи Дархан, Адяш Тархан, Асторогань и др., это всё названия одного и того же города. Главную роль в искажении названия Хаджи-Тархана, возникновении в начале XVI века крымско-османского варианта с начальным А- Аждархан и превращении его в Астрахань сыграли законы перехода звуков в тюркских языках (Хаджи — Аджи — Ази — Аз — Ас) и транслитерации тюркского звучания названия города при написании его латинскими буквами на средневековых картах-портоланах и при повторном прочтении.

## История
Предполагается, что поселение возникло примерно во второй половине XIII века. М. Г. Сафаргалиев полагал, что его основание произошло именно в то время, когда «правящая верхушка Золотой Орды приняла новую религию — ислам, и мусульманское духовенство стало получать от ханов различные привилегии». Во всяком случае, Гильом де Рубрук, который проезжал через дельту Волги в 1254 году, упоминает о существовании на западном берегу реки Итилии посёлка, который служил зимней ставкой сыну Бату, Сартаку, в котором по распоряжению хана построили церковь.
Согласно общепризнанной точке зрения, первое упоминание Хаджи-Тархана в письменных источниках встречается в записках арабского путешественника Ибн Баттуты, который посетил этот город вместе с Узбек-ханом в 1333 году[уточнить]. Средневековые карты помещают Хаджи-Тархан на западном берегу Волги, несколько выше центра нынешней Астрахани. Сегодня остатки города археологически фиксируются на городище Шареный бугор.

### Город в эпоху Золотой Орды
Находясь на пересечении торговых путей, город быстро стал центром торговли Золотой Орды. В XIII—XIV веках Хаджи-Тархан был крупным узлом транзитной торговли на караванном пути Восток — Запад. Караваны с восточными товарами прибывали сюда из Сарая и отправлялись дальше по двум направлениям: на юг, в предкавказские степи, через Дербентский проход в Закавказье и на запад, в Азак, где их ждали венецианские и генуэзские купцы. Иосафато Барбаро особо отмечает, что все специи и шёлк поступали в XIV веке в Азак и находившуюся здесь итальянскую торговую колонию через Хаджи-Тархан.
Астрахань была выстроена из обожжённого и сырцового кирпича. Судя по материалам раскопок, в нём были развиты гончарное производство, металлообработка и ювелирное ремесло.
Вот что писал Мухаммед Ибн-Баттута в 1333 году:

«Мы отправились в путь с султаном и со ставкою и прибыли к городу Хаджитархану (Астрахани)… Это один из лучших городов, с большими базарами, построенный на реке Итиле, которая одна из больших рек мира. Султан остаётся здесь до тех пор, пока усиливается стужа и эта река замерзает. Замерзают и соединённые с нею воды. Потом он приказывает жителям этого края привезти несколько тысяч возов соломы, который они кладут на лёд, сплотившийся на реке. По этой реке и соединённым с нею водам ездят в арбах на расстоянии 3 дней пути. Часто по ней проходят караваны, несмотря на конец зимней стужи, но при этом тонут и погибают.»

Зимой 1395 года к городу начали подходить войска Тимура. В летописях отмечается, что население для защиты города со стороны Волги из кусков толстого льда выстроило значительную стену. Однако власти Хаджи-Тархана решили сдать его без боя. Тимур отдал город войскам на разграбление, затем поджёг его и разрушил. После чего Хаджи-Тархан, по словам венецианского дипломата и путешественника Иосафата Барбаро, представлял собой «почти разрушенный городишко».

### Город в эпоху Астраханского ханства
Город был вновь отстроен и с образованием Астраханского ханства в 1459 году стал его столицей. Побывавший в XV веке в Хаджи-Тархане венецианец Амброджо Контарини пишет о явных следах упадка города: «Домов там мало, и они глинобитные, но город защищён низкой каменной стеной. Видно, что совсем недавно в нём ещё были хорошие здания». Далее он пишет:

«Город Цитрахан (Citrachan) принадлежит трём братьям; они сыновья родного брата главного хана (Ахмеда), правящего в настоящее время татарами, которые живут в степях Черкесии и около Таны. Летом из-за жары они уходят к пределам России в поисках прохлады и травы. Зимой эти три брата проводят несколько месяцев в Цитрахане, но летом они поступают так же, как и остальные татары.»

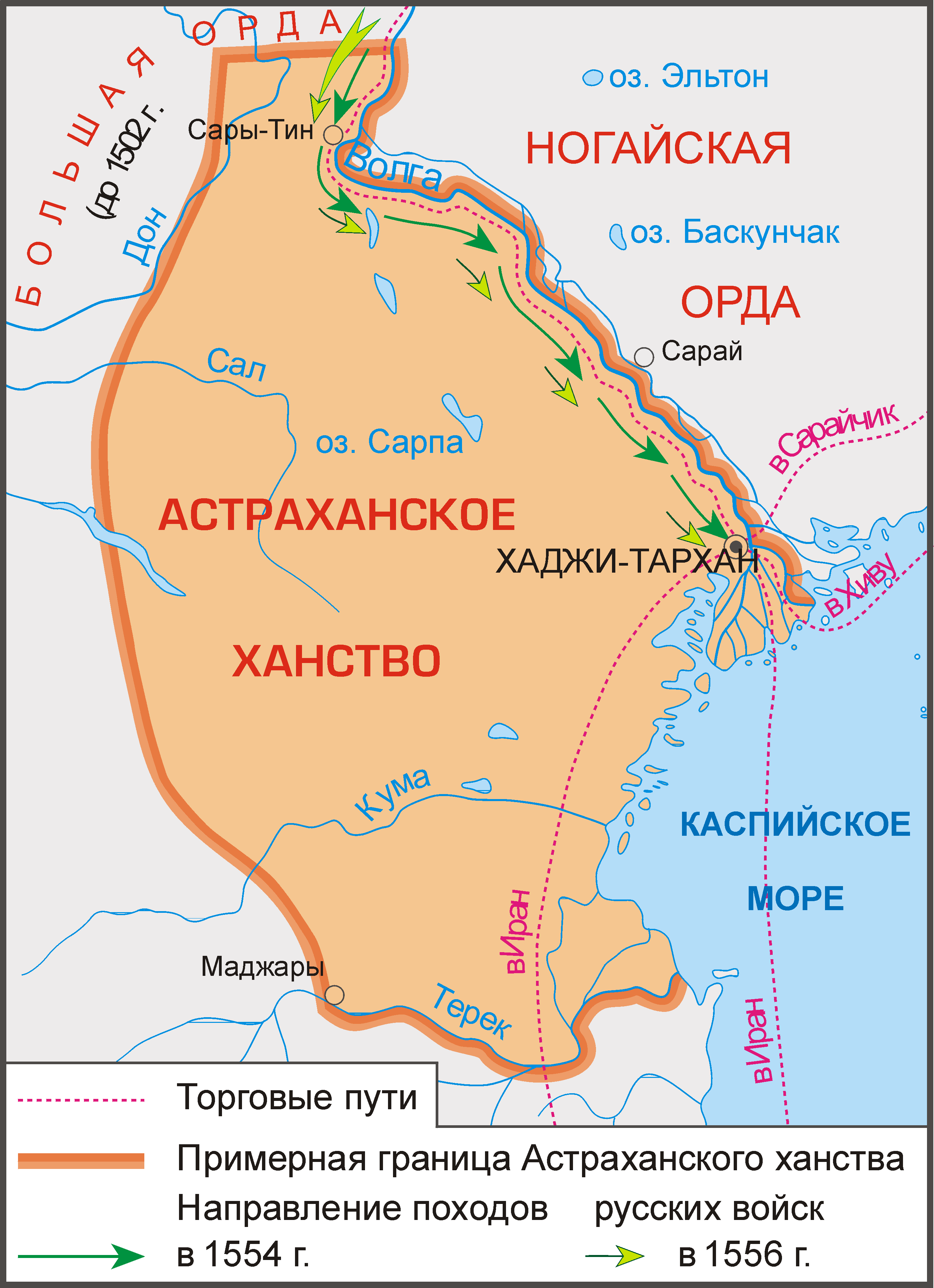
Карта Астраханского ханства

Около 1469 года город посетил Афанасий Никитин, упомянувший его в своих путевых записках «Хожение за три моря».
В первой половине XVI века Астрахань в силу своего удачного географического положения начинает привлекать внимание Турции, Крымского ханства, Ногайской Орды и является своеобразным яблоком раздора между ними. К 1533 году образовалась при дворе хана так называемая «русская партия», активно подкупаемая московским правительством и служащая проводником его влияния. В результате в 1533 году Астраханское ханство заключило с Московским государством торгово-политический договор о союзе и взаимопомощи. Далее с 1537 года по 1552 год ханы сменяли друг друга 4 раза.
В 1552 году к власти в Астраханском ханстве приходит враждебно настроенный к Руси хан Ямгурчей.
Меж тем царь Абдыл-Рахман скончался в Астрахани, и на его место избрали Ямгурчея (lmgoeretz) из Морзии, страны, лежащей у Каспийского моря. Узнав о том, великий князь Иван Васильевич послал туда учёного мужа, по имени Севастиана, родом из Валахии, с подарками Ямгурчею и чтобы утвердить его в царском достоинстве. С прибывшим туда помянутым послом обошлись весьма дурно, с насмешками выгнали из Астрахани. Услышав о том, Иван Васильевич сильно разгневался и поклялся: прежде чем наступит зима, до основания уничтожить Астрахань, и никому не хотел больше оказывать милости и поклялся всех истребить мечом; тотчас призвав к себе жестокого героя (tirannige helt) и безжалостного воина, который долгое время был атаманом многих казаков в великой степи и прозывался Дербыш (Derbuys), ему-то и повелел царь приготовить все к нападению на Астрахань, каковое поручение Дербыш выполнил с усердием и, поспешно собрав сильное войско, выступил с ним в поход.
Для его свержения царь Иван Грозный выслал в поход на Астрахань 30 тысяч стрельцов на галерах во главе с князем Юрием Пронским, которые после небольшой стычки в 1554 году захватили город.
Астрахань была весьма укреплена самой природой, многолюдна и снабжена оружием, несколько дней спустя её взяли приступом, все мужчины и женщины были истреблены мечом, также и дети, и случилось это завоевание третьего июля по старому стилю, в 1554 году; и так была она без всякой пощады разрушена до основания.
На ханство поставили Дервиш-Али, который прежде был свергнут Ямгурчеем и который поклялся в верности Москве. Однако Дервиш-Али, вступив в союз с крымчанами, перебил промосковски настроенных людей в своём окружении, а затем напал на русский отряд. Тогда Иван Грозный весной 1556 года снова послал служивых людей в поход. На этот раз ханство было ликвидировано, территория его была включена в состав России, всё население принесло присягу русскому царю на верность. Так закончилась целая эпоха в истории города.

### Российская Астрахань

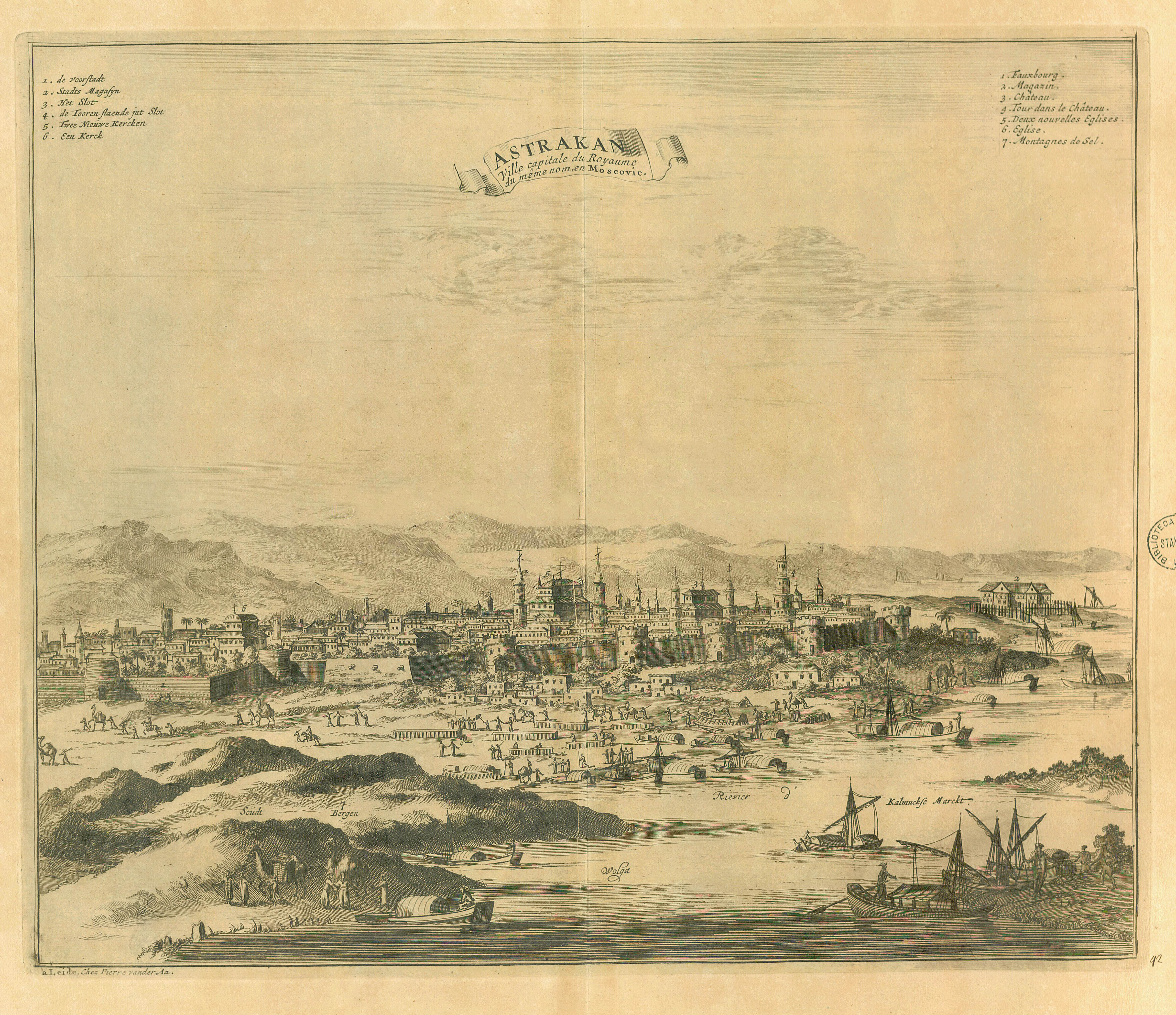
Астрахань в 1630-х гг (из книги путешествия А.Олеария), издание начала XVIII в.

Первым воеводой русской Астрахани стал Иван Черемисинов. Уже в 1558 году в городе началось строительство деревянной крепости под руководством И. Г. Выродкова. В 1636 году Адам Олеарий застал в городе праздник основания города, который местные жители торжественно отмечали 1 августа. Свидетельство Олеария означает, что именно в этот праздничный день 1558 года (через 2 недели после прибытия Выродкова, ушедшие на ознакомление с местностью и разметкой плана будущей крепости на земле) состоялся чин закладки города. Летом 1559 года, возвращаясь из Бухары, Энтони Дженкинсон застал Астрахань уже стоящей «на острове, на высоком берегу с замком внутри города, обнесённым земляным валом и деревянными стенами». В 1582 году вместо деревянных были сооружены каменные стены с 8-ю большими и малыми башнями, ставшие основой Астраханского кремля.
Город в расхожем мнении приобрёл значение «ключевого пункта на волжском пути», «оплота и наблюдательного пункта среди беспокойного кочевого населения». Однако забытое первоначальное назначение русской Астрахани, основанной в 1558 году как опорный пункт для войны с Крымом, решительно изменило это представление. Такая функция, несомненно, определяла иной, чем представлялось до сих пор, ранг Астраханской крепости, её масштаб, структуру, характер укреплений, иной уровень ставившего крепость мастера.
Русская Астрахань стала для Московского царства не только мощным военным форпостом на юго-востоке, но и главными торговыми «воротами» в Азию. Под стены деревянной крепости уже в первое её десятилетие приходили из других русских городов каждое лето «до 500 судов больших и малых» за природными богатствами Нижней Волги и Прикаспия — «минеральной солью и осетрами». Так, в 1580 году появилось первое упоминание о гостиных дворах: «Там тезики или персидские купцы обыкновенно останавливаются со своими товарами».

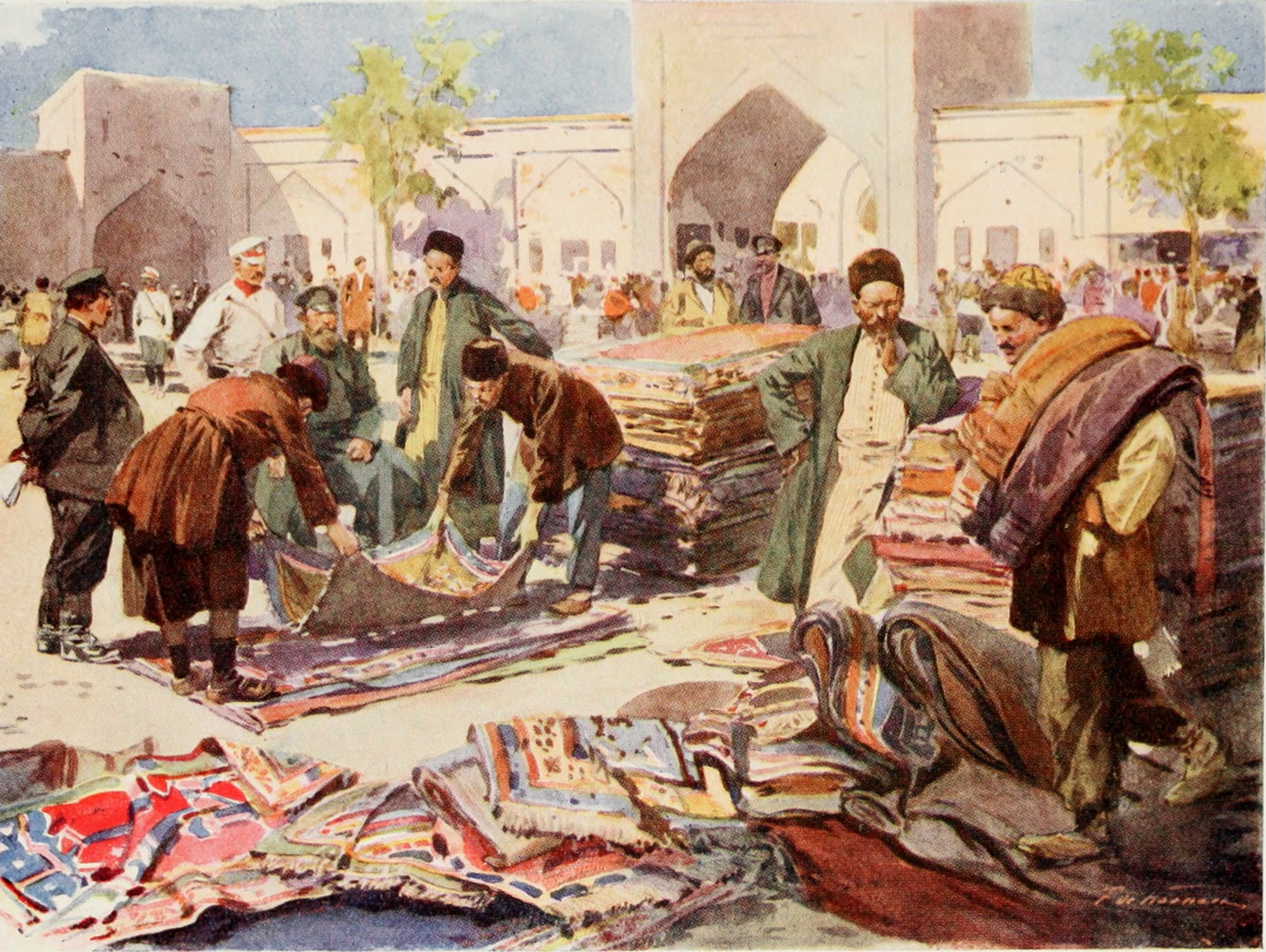
Фредерик де Ханен. Рынок ковров в Астрахани (1913)

В 1569 году Астрахань выдержала десятидневную осаду турецко-татарской армией.
Во время Смуты, в 1611 году в городе объявился Лжедмитрий IV, получивший прозвище астраханский вор. В городе скрывалась от преследования русскими властями Марина Мнишек.
В 1670 году во время осады города восставшими казаками жители впустили в город Стеньку Разина — донского казака, атамана Войска Донского, предводителя восстания 1667-71 годов, который устроил резню, убив, в том числе, местного воеводу И. С. Прозоровского и его семью. Через год царский воевода осадил крепость, астраханцы сдали последний оплот народного восстания (бунта) через два с половиной месяца. Эпидемия чумы 1692 года унесла жизни более 10 тысяч человек из 16 тысяч жителей города (по данным энциклопедии Брокгауза).
Интенсивная колонизация астраханского края русскими началась с XVIII века. Указом Петра I от 22 ноября 1717 года была образована Астраханская губерния, примерно совпадавшая с современными границами Приволжского федерального округа. Астрахань получила статус губернского города (до этого Астрахань официально считалась крепостью). В последующие годы территория Астраханской губернии изменялась в соответствии с изменением границ губерний Российской империи. В 1740-45 годах по инициативе и под руководством В. Н. Татищева были значительно укреплены Астраханский кремль, укрепления вокруг города, обустроены верфи.
К 1738 году в городе функционировал женский монастырь при Благовещенской церкви, которая, в свою очередь, была построена в 1699 году при бывшем Вознесенском мужском монастыре. В 1767 году по ходатайству епископа Мефодия он был зачислен, согласно штатам секуляризационной реформы 1764 года, в 3-й класс монастырей, хотя должен был быть упразднён. В конце XIX века при нём существовала монастырская школа.

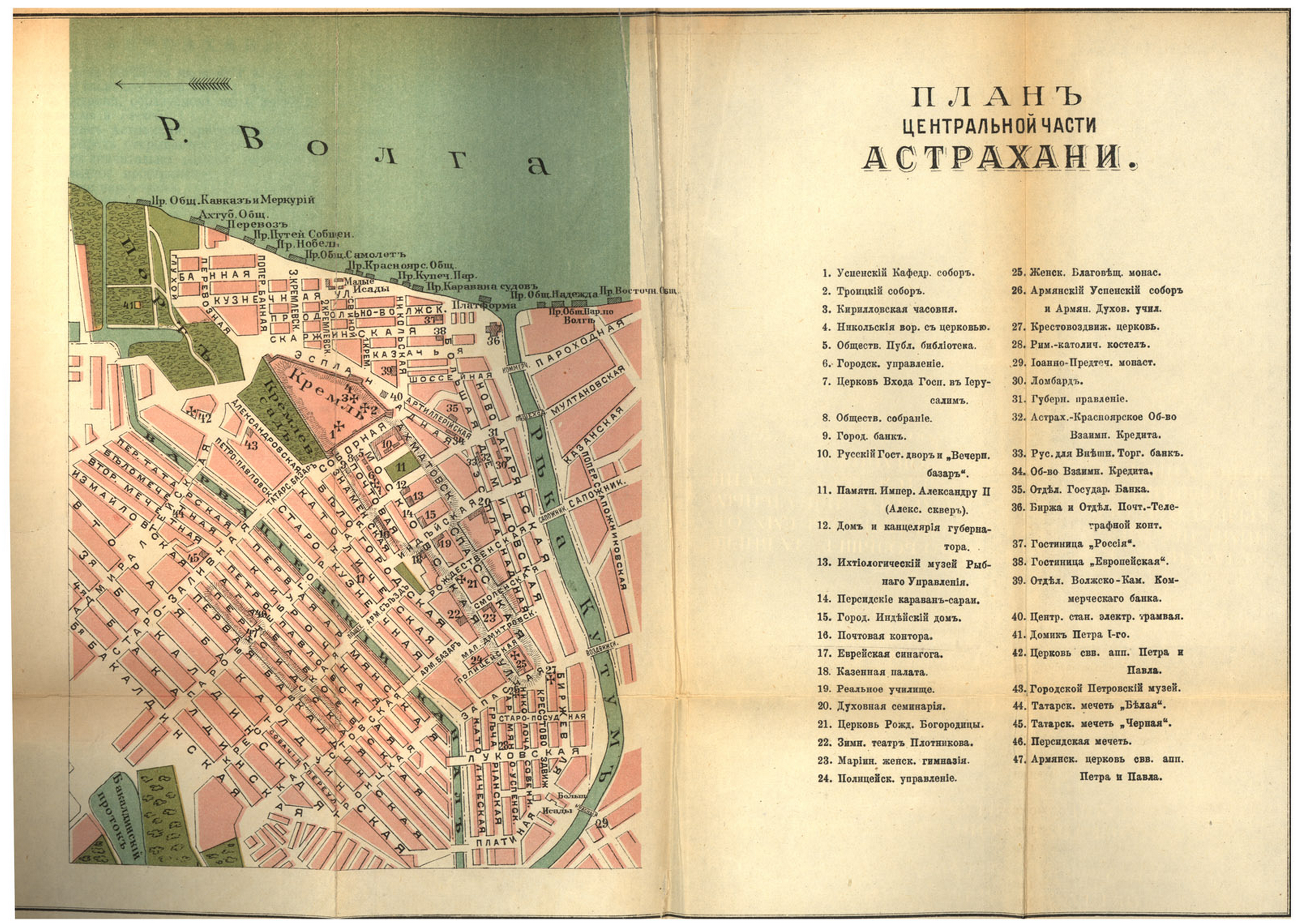
План центра Астрахани. Безчинский А. «Путеводитель по Волге». — Москва: Т-во И. Н. Кушнерев и К°, 1903 год

В 1897 году по данным переписи в городе жили 112 880 человек. Родным языком указывали: русский — 86 563 человек, татарский — 15 355 человек, армянский — 4 038 человек, еврейский — 2 115 человек, немецкий — 1 573 человек.
По сведениям 1900 года, в Астрахани числилось 122 тысячи жителей.
Октябрьская революция 1917 года привела к двухнедельным уличным боям в городе в январе 1918 года, в результате которых большевики разбили силы антибольшевистски настроенного казачества и установили власть советов. Летом-осенью 1919 года на подступах к Астрахани разгорелись ожесточённые бои гражданской войны. В ноябре того же года Красная Армия перешла к наступательным операциям против белогвардейцев.
С 1920 по 1928 годы город был столицей Калмыцкой автономной области.
Во время Великой Отечественной войны летом 1942 года немецкие войска подходили к Астрахани на расстояние 100—150 км. Сплошной линии фронта не существовало, в калмыцкой степи велась манёвренная война. Люфтваффе бомбила речные суда на Волге, несколько бомб упало на город. Астрахань в ходе войны являлся важным перевалочным пунктом горюче-смазочных материалов с Кавказа и западного Прикаспия по пути в центральную Россию. Здесь было сосредоточено много госпиталей.
С мая 1928 до января 1934 года Астрахань административно входила в состав Нижне-Волжской области, затем в состав Нижне-Волжского края с центром в городе Саратове, с 1934 года — в состав Сталинградского края, а затем Сталинградской области. Современные границы Астраханская область обрела 27 декабря 1943 года, когда была выделена из состава Сталинградской. С этого времени Астрахань — административный центр Астраханской области.

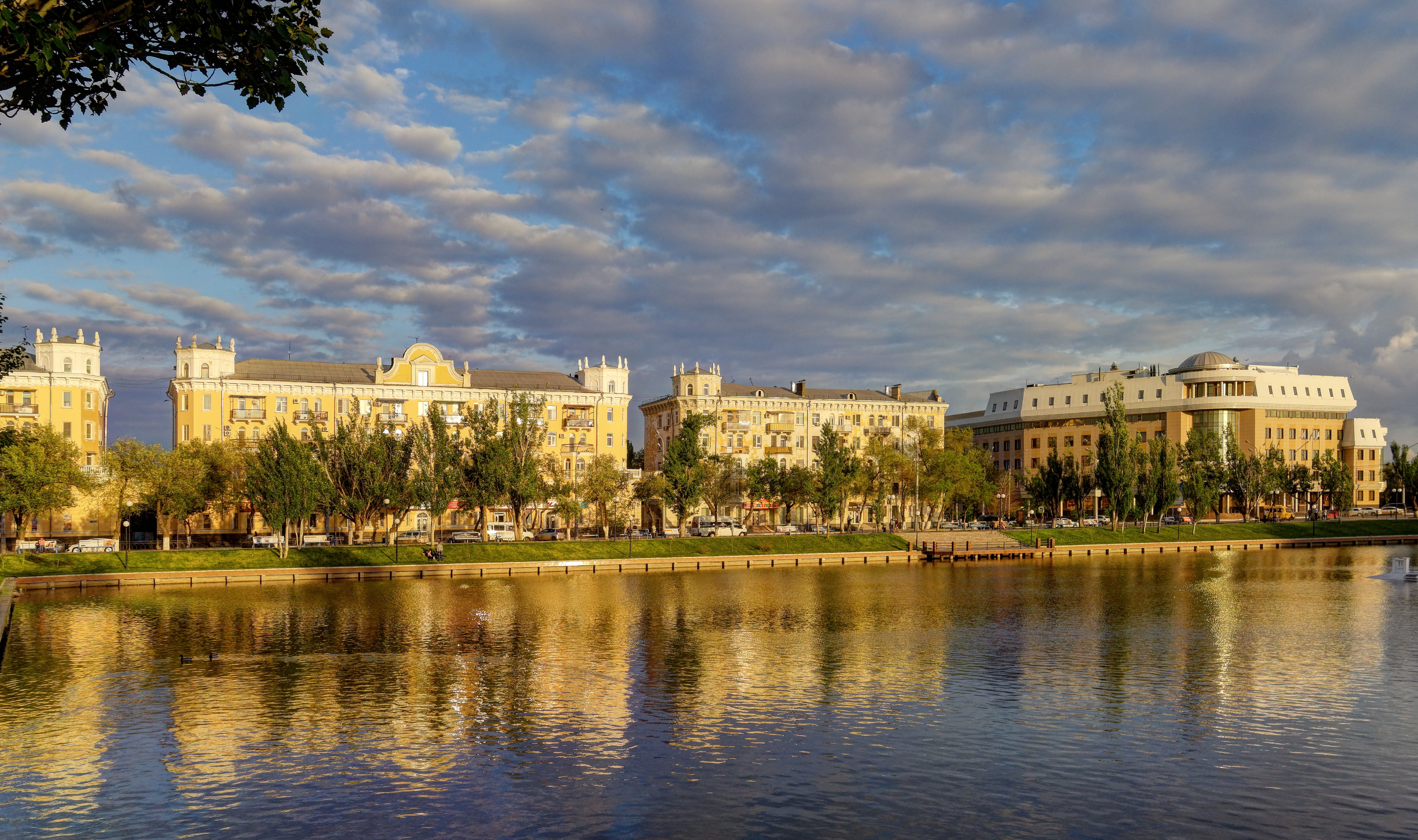
Современная Астрахань

В 1950—1960-е годы прошла реконструкция города. Был утверждён новый генеральный план развития и реконструкции, согласно которому были разбиты новые парки, сформированы площади, реконструирована набережная Волги и реставрирован Астраханский кремль, построены новые жилые микрорайоны и другое.
В октябре 2008 года Астрахань отпраздновала 450-летний юбилей.
15 ноября 2022 года за самоотверженность и трудовой героизм жителей города в достижение Победы в Великой Отечественной войне городу присвоено почетное звание Российской Федерации «Город трудовой доблести».

## Физико-географическая характеристика

### Географическое положение
Астрахань расположена на юго-востоке Восточно-Европейской равнины, в Прикаспийской низменности, в зоне полупустынь. Координаты центра: 46°21′ с. ш. 48°02′ в. д.. Располагаясь на 11 островах, город протянулся по побережью Волги более чем на 45 км. Рельеф плоско равнинный, с отдельными небольшими буграми относительной высотой 5—15 м. Высота центра города над уровнем моря составляет −23 м.
| С-З | Москва ~ 1391 км Воронеж ~ 998 км Волгоград ~ 434 км       | Ульяновск ~ 1245 км Саратов ~ 796 км | Уфа ~ 1712 км Оренбург ~ 1659 км      | С-В |
| З   | Краснодар ~ 865 км Ростов-на-Дону ~ 780 км Элиста ~ 318 км | Роза ветров                          | Атырау ~ 357 км Астана ~ 2425 км      | В   |
| Ю-З | Ставрополь ~ 600 км Пятигорск ~ 627 км                     | Махачкала ~ 524 км Баку ~ 911 км     | Самарканд ~ 2137 км Душанбе ~ 2543 км | Ю-В |

### Климат
Климат резко-континентальный, засушливый с большими годовыми и летними суточными амплитудами температуры воздуха, малым количеством осадков и большой испаряемостью воды. Для города характерны восточные, юго-восточные и северо-восточные ветры, с апреля по август наблюдаются суховеи. Такой тип климата объясняется географическим положением города в зоне полупустынь.
За год бывает в среднем 213 солнечных дней. Продолжительность дня в Астрахани меняется от 8 часов 36 минут для 22 декабря до 15 часов 48 минут для 22 июня. Годовая норма осадков: 231 мм. По количеству осадков Астрахань является самым крупным засушливым городом Европы.
Первые наблюдения за погодой начали проводить с 1745 года отдельные энтузиасты-астраханцы. В 1888 году при Астраханском реальном училище была открыта метеостанция. В 1934 году создано Астраханское отделение гидрометслужбы, которое после ряда реорганизаций было преобразовано в 1987 году в Астраханский центр по гидрометеорологии и мониторингу окружающей среды. Самая высокая температура, отмеченная в Астрахани за весь период наблюдений: +41,0 °C, а самая низкая: −33,6 °C.
| Показатель                    | Янв.  | Фев.  | Март  | Апр. | Май  | Июнь | Июль | Авг. | Сен. | Окт.  | Нояб. | Дек.  | Год   |
| ----------------------------- | ----- | ----- | ----- | ---- | ---- | ---- | ---- | ---- | ---- | ----- | ----- | ----- | ----- |
| Абсолютный максимум, °C       | 14,0  | 17,1  | 24,0  | 32,0 | 36,8 | 40,6 | 41,0 | 40,8 | 38,0 | 29,9  | 21,6  | 16,4  | 41,0  |
| Средний суточный максимум, °C | −0,1  | 1,5   | 8,8   | 17,6 | 24,7 | 30,1 | 32,6 | 31,4 | 24,6 | 16,8  | 7,3   | 1,3   | 16,4  |
| Средняя температура, °C       | −3,6  | −3    | 3,2   | 11,3 | 18,5 | 23,8 | 26,1 | 24,6 | 18,0 | 10,9  | 3,1   | −1,8  | 10,9  |
| Средний суточный минимум, °C  | −6,5  | −6,5  | −1    | 5,9  | 12,7 | 17,7 | 19,9 | 18,3 | 12,5 | 6,3   | −0,1  | −4,5  | 6,2   |
| Абсолютный минимум, °C        | −31,8 | −33,6 | −26,9 | −8,9 | −1,1 | 5,4  | 10,1 | 6,1  | −2   | −10,5 | −25,8 | −29,9 | −33,6 |
| Среднее число дней с осадками | 18    | 15    | 11    | 11   | 12   | 11   | 10   | 9    | 8    | 9     | 14    | 19    | 148   |
| Норма осадков, мм             | 15    | 12    | 17    | 25   | 28   | 25   | 22   | 17   | 16   | 19    | 17    | 18    | 231   |
| Средняя влажность, %          | 84    | 80    | 73    | 63   | 61   | 58   | 58   | 59   | 66   | 74    | 83    | 86    | 70    |
| Источник:                     |       |       |       |      |      |      |      |      |      |       |       |       |       |

### Часовой пояс
Астрахань находится в часовой зоне МСК+1. Смещение применяемого времени относительно UTC составляет +4:00.
В соответствии с применяемым временем и географической долготой средний солнечный полдень в Астрахани наступает в 12:48.

## Население
| 1811     | 1840     | 1856     | 1863     | 1888     | 1897     | 1913     | 1914     | 1926     | 1931     | 1933     | 1937     | 1939     |
| -------- | -------- | -------- | -------- | -------- | -------- | -------- | -------- | -------- | -------- | -------- | -------- | -------- |
| 37 800   | ↗45 900  | ↘34 600  | ↗42 800  | ↗74 000  | ↗112 880 | ↗150 700 | ↗154 500 | ↗183 254 | ↗208 966 | ↗225 400 | ↗234 332 | ↗253 595 |
| 1956     | 1959     | 1962     | 1967     | 1970     | 1973     | 1975     | 1976     | 1979     | 1982     | 1985     | 1986     | 1987     |
| ↗276 000 | ↗295 768 | ↗320 000 | ↗368 000 | ↗410 473 | ↗435 000 | ↗447 000 | →447 000 | ↗461 003 | ↗474 000 | ↗489 000 | ↗497 000 | ↗509 000 |
| 1989     | 1990     | 1991     | 1992     | 1993     | 1994     | 1995     | 1996     | 1997     | 1998     | 1999     | 2000     | 2001     |
| ↗509 210 | ↘478 000 | ↗512 000 | →512 000 | ↘511 000 | ↗512 000 | ↘482 000 | ↗484 000 | ↗490 000 | ↘486 000 | ↗488 000 | ↘486 100 | ↘479 700 |
| 2002     | 2003     | 2004     | 2005     | 2006     | 2007     | 2008     | 2009     | 2010     | 2011     | 2012     | 2013     | 2014     |
| ↗504 501 | ↗504 700 | ↘502 800 | ↘501 300 | ↘499 000 | ↗500 200 | ↗503 100 | ↗504 141 | ↗520 339 | ↗520 700 | ↗525 387 | ↗527 345 | ↗530 863 |
| 2015     | 2016     | 2017     | 2018     | 2019     | 2020     | 2021     | 2023     | 2024     | 2025     |          |          |          |
| ↗532 699 | ↘531 719 | ↗532 504 | ↗533 925 | ↗534 241 | ↘529 793 | ↘475 629 | ↘468 842 | ↘465 524 | ↗465 990 |          |          |          |

На 1 января 2025 года по численности населения город находился на 42-м месте из 1124 городов Российской Федерации.

### Национальный состав
В Астрахани проживают представители более 173 национальностей, соседствуют 14 религиозных конфессий, функционируют 17 обществ национальных культур, 155 общественных объединений. По данным агентства Оренбург медиа за 2019 г., 2/3 населения города составляют русские, вторая крупнейшая часть населения это казахи (5 %). Астрахань по этому показателю является лидером в России. По итогам же официальной переписи населения 2020 года проживали следующие национальности (национальности менее 0,1 % и другое см. в сноске к строке «Другие»):

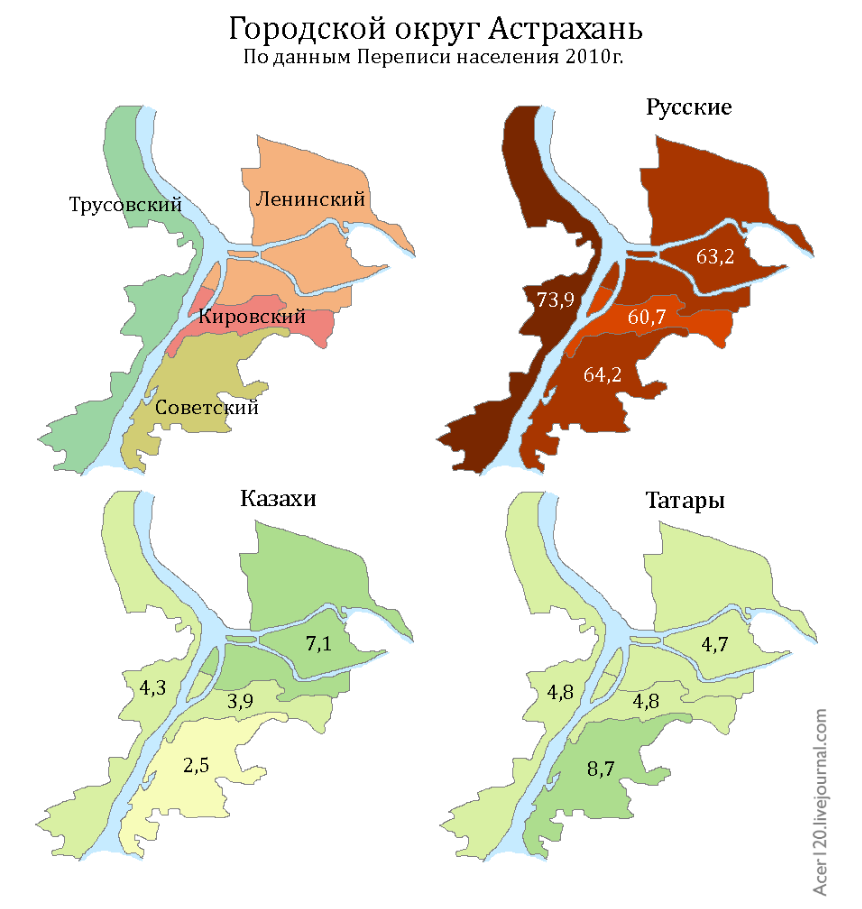
Население Астрахани по районам, в % по переписи 2010 г., I часть

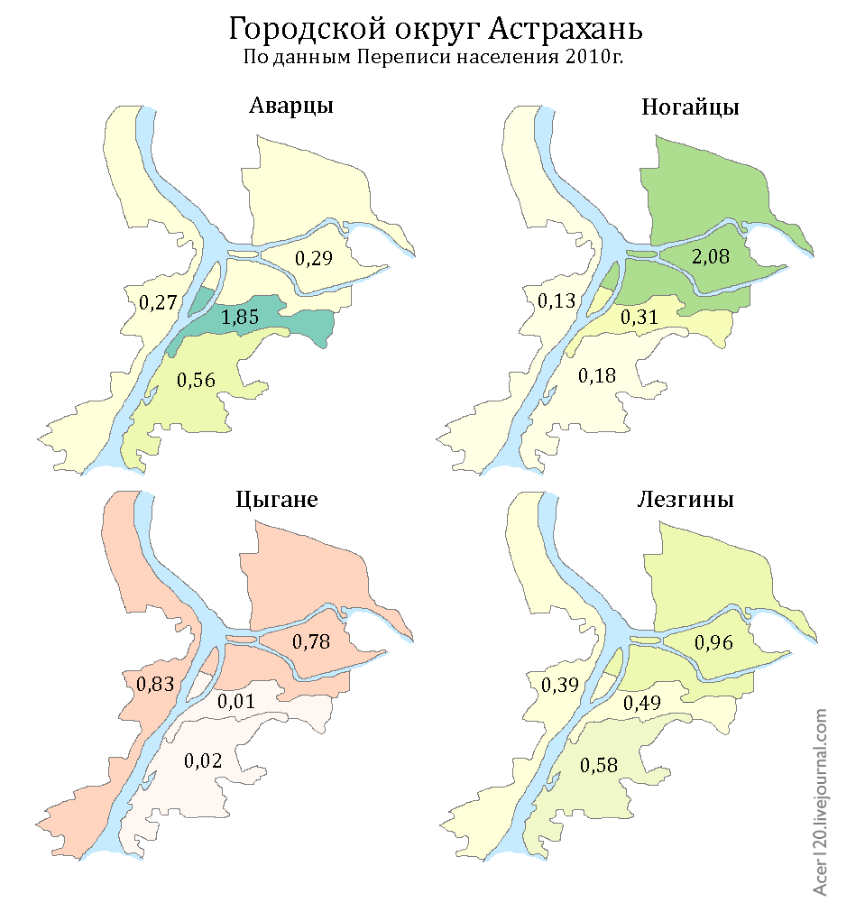
Население Астрахани по районам, в % по переписи 2010 г., II часть

| Национальность | Численность, чел. | Доля     |
| -------------- | ----------------- | -------- |
| Русские        | 293 620           | 61,73 %  |
| Казахи         | 23 965            | 5,04 %   |
| Татары         | 21 179            | 4,45 %   |
| Азербайджанцы  | 4213              | 0,89 %   |
| Ногайцы        | 4163              | 0,88 %   |
| Лезгины        | 2823              | 0,59 %   |
| Армяне         | 2727              | 0,57 %   |
| Аварцы         | 2469              | 0,52 %   |
| Чеченцы        | 1684              | 0,35 %   |
| Украинцы       | 1681              | 0,35 %   |
| Калмыки        | 1077              | 0,23 %   |
| Узбеки         | 957               | 0,20 %   |
| Даргинцы       | 914               | 0,19 %   |
| Цыгане         | 688               | 0,14 %   |
| Табасараны     | 549               | 0,12 %   |
| Кумыки         | 491               | 0,10 %   |
| Другие         | 112 429           | 23,65 %  |
| Итого          | 475 629           | 100,00 % |

## Административно-территориальное устройство

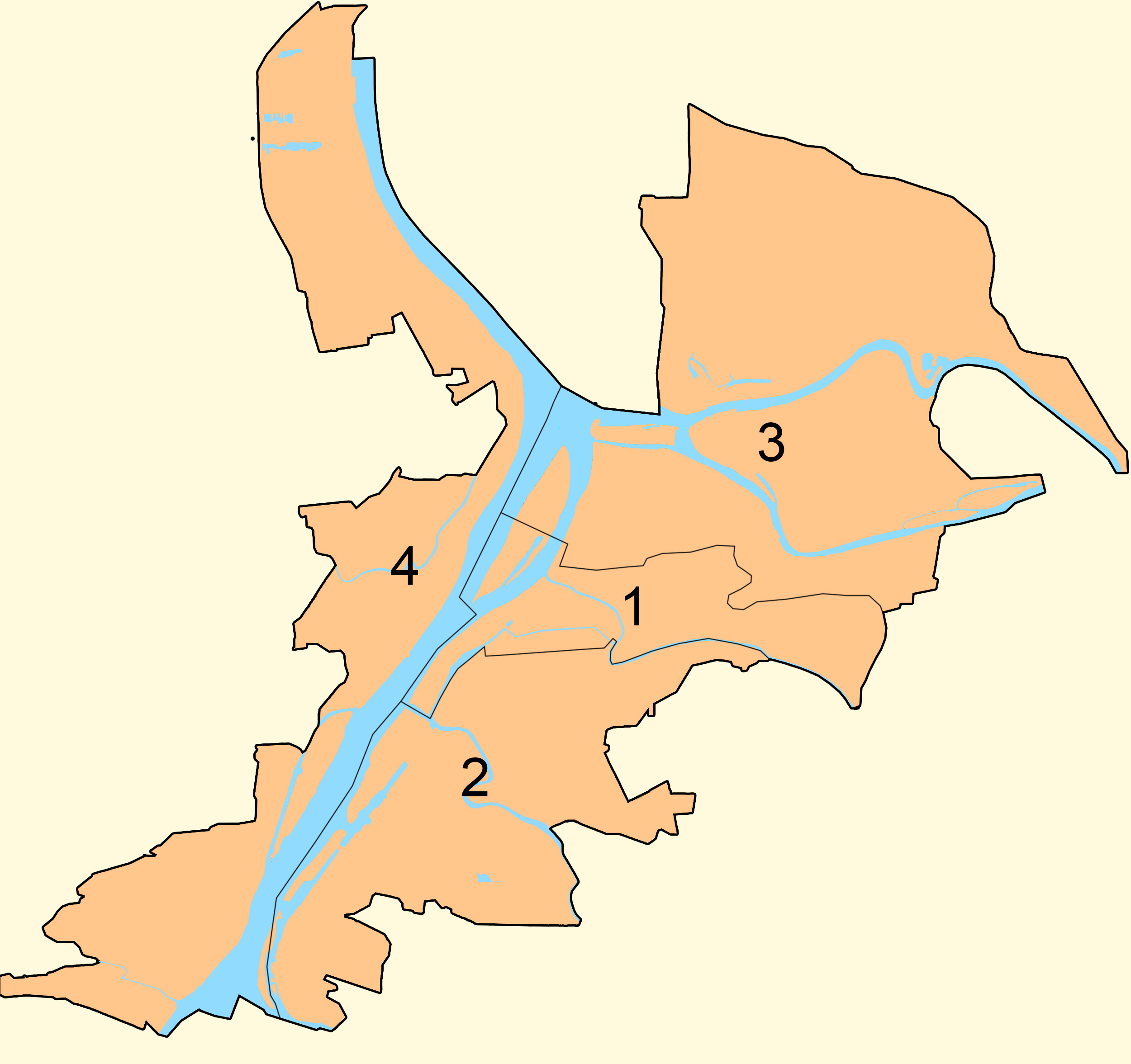
Административное деление Астрахани

Астрахань делится на 4 района:
| № | Район      | Площадь, км² | Население, чел |
| - | ---------- | ------------ | -------------- |
| 1 | Кировский  | 17,6         | ↘107 355       |
| 2 | Советский  | 100          | ↘127 721       |
| 3 | Ленинский  | 200          | ↘137 757       |
| 4 | Трусовский | 76           | ↘102 796       |

### Органы власти
Государственная власть в городе осуществляется на основании Устава, который был принят решением Городской Думы муниципального образования «Город Астрахань» от 31 марта 2016 г. № 24. Высшим должностным лицом города является глава муниципального образования «Город Астрахань», избираемый гражданами Российской Федерации, проживающими на территории Астрахани и обладающими в соответствии с федеральным законом активным избирательным правом, на основе всеобщего равного и прямого избирательного права при тайном голосовании на срок 5 лет. С 20 декабря 2011 года по 22 ноября 2013 года мэром города являлся Михаил Николаевич Столяров.
В связи с арестом Столярова по подозрении в получении взятки в особо крупном размере, временно исполняющим обязанности главы администрации Астрахани с 15 ноября 2013 года являлась начальник правового управления администрации Астрахани — заместитель мэра по правовому обеспечению Ирина Юрьевна Егорова.
По итогам выборов мэра города с 18 февраля 2015 года по 5 октября 2015 года главой города была Симеонова, Елена Ивановна, занимавшая до этого пост председателя городской думы. С 5 октября 2015 года по 30 сентября 2020 года Главой Астрахани была назначена Губанова, Алёна Вячеславовна, кандидат от партии «Единая Россия».
30 сентября 2020 года на первом заседании нового созыва Городской думы Астрахани, в присутствии губернатора Игоря Бабушкина, главой Астрахани на следующие 5 лет единогласно (35 голосами) была избрана Пермякова, Мария Николаевна, затем покинула пост главы города 28 апреля 2022 года.
Главы администрации Астрахани:
С 12 марта 2015 года по 5 октября 2018 года депутатами Астраханской городской думы был избран на должность главы администрации (сити-менеджера) Астрахани Полумордвинов, Олег Анатольевич. Затем с 16 ноября 2018 года по 25 февраля 2020 года должность возглавлял Харисов, Радик Ленартович. С 26 февраля 2020 года по 28 февраля 2020 года должность и. о. главы администрации занимала Эльвира Раудиновна Мурадханова всего 2 дня. С 3 марта 2020 года, по 29 сентября 2020 года официально должность занимала Пермякова, Мария Николаевна.
Исполнительную власть в городе осуществляет исполнительные органы местного самоуправления, составляющие систему исполнительных органов местного самоуправления города — администрацию города Астрахани, возглавляемую мэром.
Законодательную власть в городе осуществляет городская дума, состоящая из 35 депутатов, избираемых жителями города по 35 одномандатным избирательным округам в один тур сроком на 5 лет. В 2010 году сформировано городская дума пятого созыва, в котором присутствуют 4 фракции: «Единая Россия» (24 места), «Справедливая Россия» (1), КПРФ (1), и ЛДПР (1). Для организации и осуществления контроля за исполнением бюджета города, а также в целях контроля за соблюдением порядка управления и распоряжения имуществом, находящимся в муниципальной собственности создана контрольно-счётная палата города Астрахани.

## Экономика

### Промышленность
Ведущее место занимает топливно-энергетический комплекс, представленный ООО «ЛУКОЙЛ-Нижневолжскнефть», который ведёт разработку месторождений в Северной части Каспийского моря и ООО «Газпром добыча Астрахань», который разрабатывает Аксарайское газоконденсатное месторождение. Добыча природного газа, конденсата, а также извлечение серы из сероводорода осуществляется примерно в 60 километрах от Астрахани.
В советское время были развиты предприятия рыбоперерабатывающей промышленности, но в связи с сокращением уловов происходит сокращение производства. Наращивают выпуск продукции плодоовощные комбинаты. Предприятия пищевой индустрии производят более 13 % от общего объёма производства. Основные действующие предприятия пищевой промышленности: ООО «Трусовский хлебозавод», ООО «Мясокомбинат „Астраханский“», консервный завод группы компаний «Пиканта», ООО «Астсырпром», кондитерская фабрика «Карон».
Машиностроительный комплекс отражает положение Астрахани как портового города. Из пятнадцати судостроительных заводов крупнейшими являются АО «Судостроительно-судоремонтный завод имени Ленина», АО «АСПО Персонал», судостроительно-судоремонтный завод им. А. П. Гужвина, который входит в логистическую инвестиционную группу «Сафинат».
В городе находится Астраханский тепловозоремонтный завод (Астраханский ТРЗ)., производящий ремонт тепловозов серии ТЭМ2 и ТЭМ18.
Ведётся строительство производственной базы компании Schlumberger, занимающейся производством и обслуживанием оборудования для нефтедобычи.
Предприятия химической промышленности: «Астраханское стекловолокно», БМ «Астраханьстекло», Астраханская фабрика тары и упаковки, Балластные трубопроводы «Свап».
Основным производителем электроэнергии в регионе является компания «Лукойл-Астраханьэнерго», его доля в генерации в городе составляет около 80 %, энергия вырабатывается тремя электростанциями: ТЭЦ-2, ПГУ-235, ПГУ-110. Потребность Астраханской области в электроэнергии за счёт собственного производства обеспечивается на 86 %.

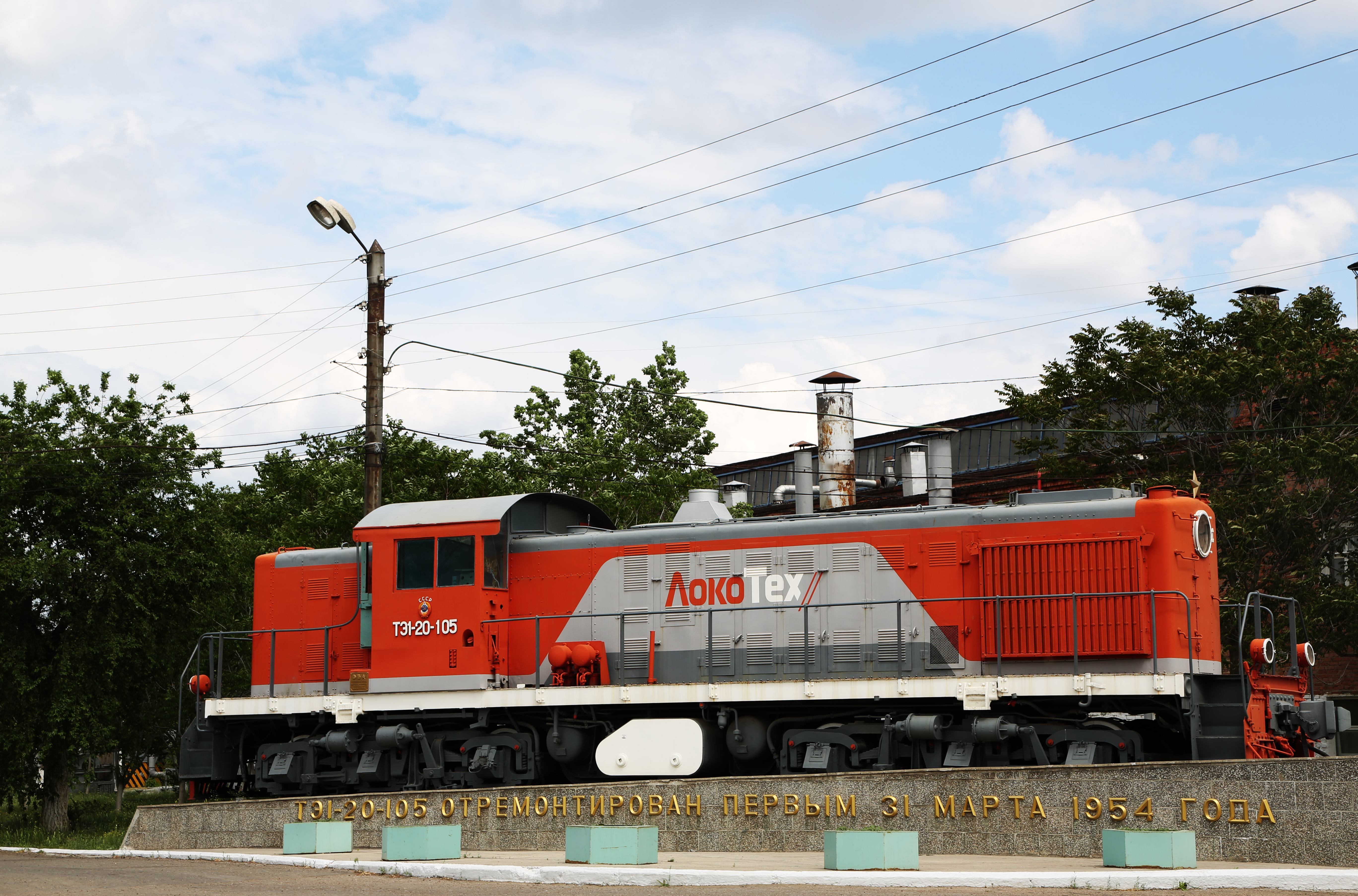
Тепловоз ТЭ1-20-105 у проходной завода «АТРЗ»
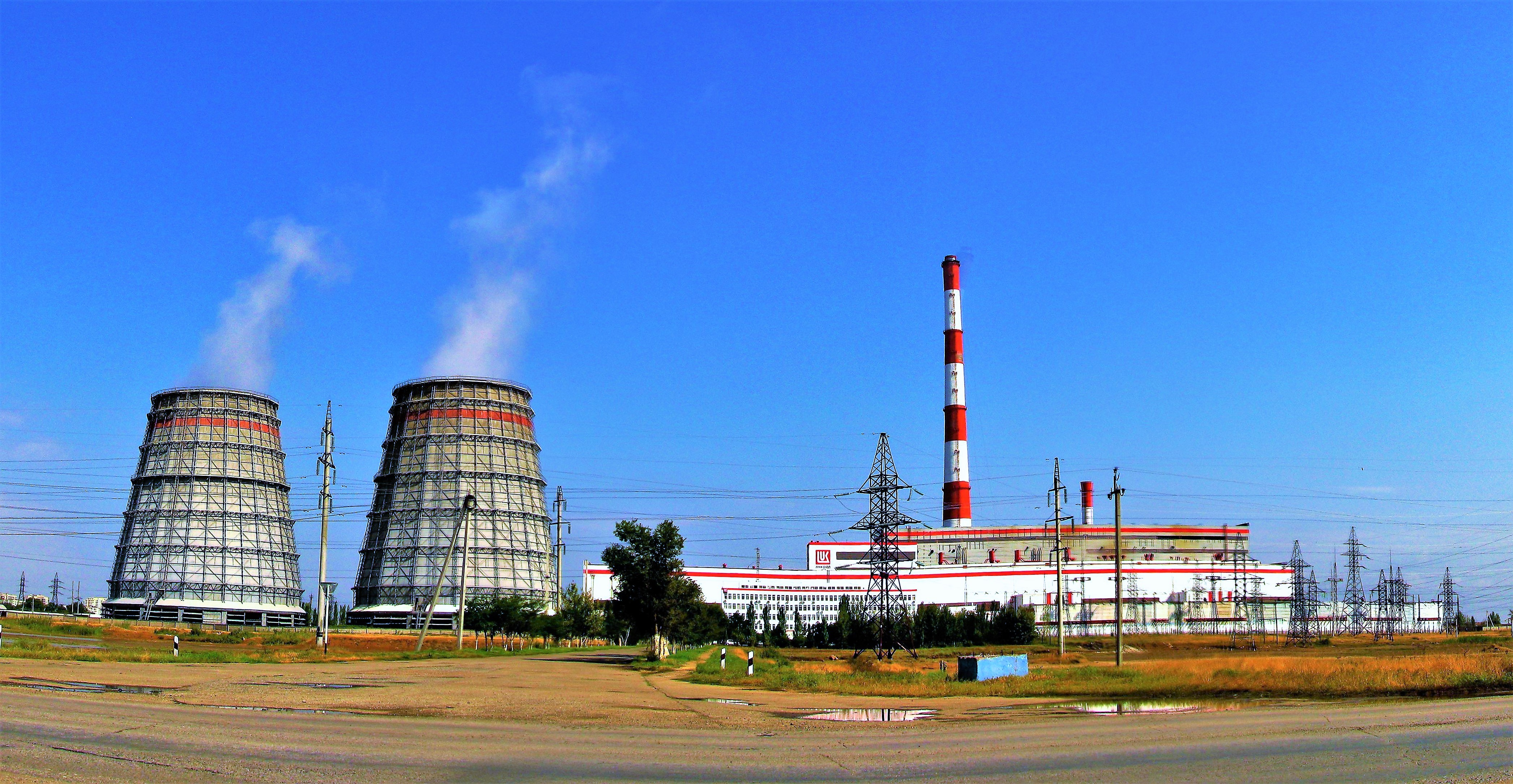
ТЭЦ-2  Астрахань

## Транспорт
- Железнодорожный вокзал станции Астрахань I Приволжской железной дороги. Железная дорога в Астрахань пришла в 1909 году. В 1990—1998 гг. и с 2002 года работают электропоезда на линии Кутум — Аксарайская-1 и Кутум — Аксарайская-2.
- Аэропорт Астрахань имени Б. М. Кустодиева (бывший Нариманово). Регулярные ежедневные рейсы в Москву осуществляют авиакомпании «Аэрофлот» и «Победа». Также имеются международные рейсы в Актау (Казахстан), Баку (Азербайджан) (по состоянию на январь 2024 года).
- В 16 км северо-западнее аэропорта Астрахань находится военный аэродром Приволжский. С 1963 по 1979 годы он являлся основным аэропортом Астрахани. К юго-востоку от города Астрахань имеются два спортивных аэродрома Осыпной Бугор и Три Протока.
- Автовокзал и 8 автостанций. С центрального автовокзала, который располагается на Привокзальной площади отправляются автобусы в Ростов-на-Дону, Таганрог, Краснодар, Симферополь, Севастополь, Ставрополь, Волгоград, Владикавказ, Нальчик, Черкесск, Пятигорск, Элисту, Воронеж, Казань, ряд городов и посёлков Черноморского побережья Кавказа, а также в Казахстан (Атырау) и Азербайджан (Баку).
- Общественный транспорт:
- Автобусы: 45 маршрутов автобусов большой, средней и малой вместимости.
- Маршрутные такси: 80 городских маршрутов и множество пригородных[114].
- До 25 июля 2007 года в Астрахани работал трамвай.
- До 1 ноября 2017 года работало несколько маршрутов астраханского троллейбуса. Решением администрации работа предприятия была прекращена. Таким образом в течение 10 лет Астрахань полностью лишилась городского электротранспорта[115].
- Морской порт Астрахань. В пределах города Астрахани работает более 20 морских терминалов[116].
  - Порт ООО «ПФ „Стрелецкое — Терминал“», длина причальной стенки 310 метров, максимальная осадка судов 4,2 м.
  - ОАО «Грузовая компания „Армада“», длина причальной стенки 175 метров, максимальная осадка судов 4,5 м.
  - ОАО «Астраханский порт» крупнейшая стивидорная компания в Астрахани. Грузовые причалы общей протяжённостью 690 метров, максимальная осадка судов 4,8 м. Сегодня входит в состав логистичекой инвестиционной группы «Сафинат».
  - ООО «Юг-Терминал», длина причальной стенки 150 метров, максимальная осадка судов 4,5 м[117].
  - ООО «ПКФ „Белуга-Терминал“», длина причальной стенки 90 метров, максимальная осадка судов 4 м[117].
- Водный транспорт: местный маршрут по Волге на речных теплоходах типа «Москва». Круизные маршруты на речных лайнерах.

## Культура
В Астрахани работают 4 театра:
1. Астраханский государственный театр кукол
2. Астраханский государственный театр юного зрителя
3. Астраханский драматический театр
4. Астраханский государственный театр оперы и балета открыт 27 октября 2011 года. Построен на месте парка Ленина (с 2012 года — Театральный парк)[118]. Здание театра является одним из крупнейших театральных зданий Европы

В городе работают филармония, цирк.
В организации культурной жизни города активно участвует областной методический центр народной культуры. Под эгидой ОМЦНК проходят различные культурно-массовые мероприятия, выставки, музыкальные и кинофестивали.
С 1837 года в городе работает краеведческий музей, а с 1918 года картинная галерея. Также есть музей-заповедник, областная научная библиотека им. Н. К. Крупской, детская библиотека, юношеская библиотека, библиотека для слепых, центр культуры и искусства, дом-музей осетровых, музей истории города, музей боевой славы, музей культуры Астрахани, дом-музей Б. М. Кустодиева, дом-музей Велимира Хлебникова.
В 2008 году в городе прошёл VIII федеральный национальный праздник Сабантуй.

Фотогалерея
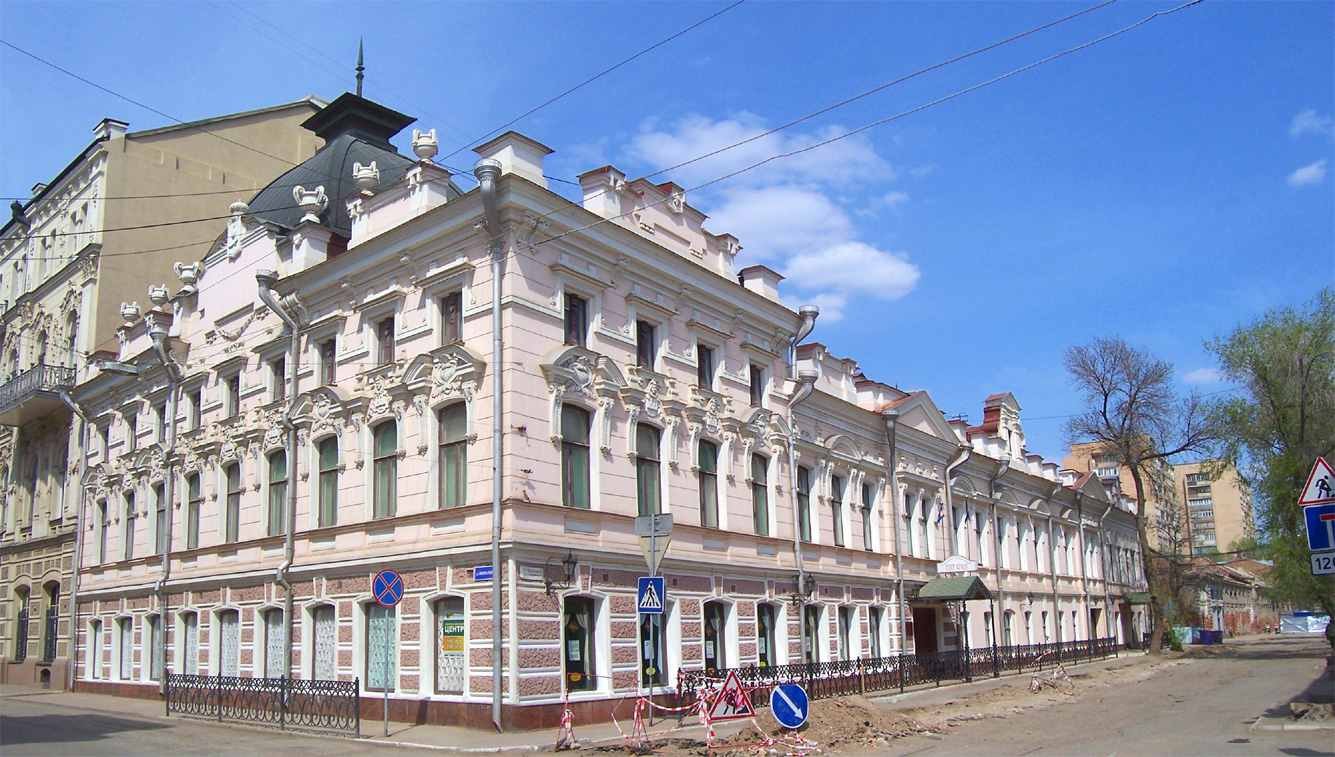
Астраханский государственный театр кукол
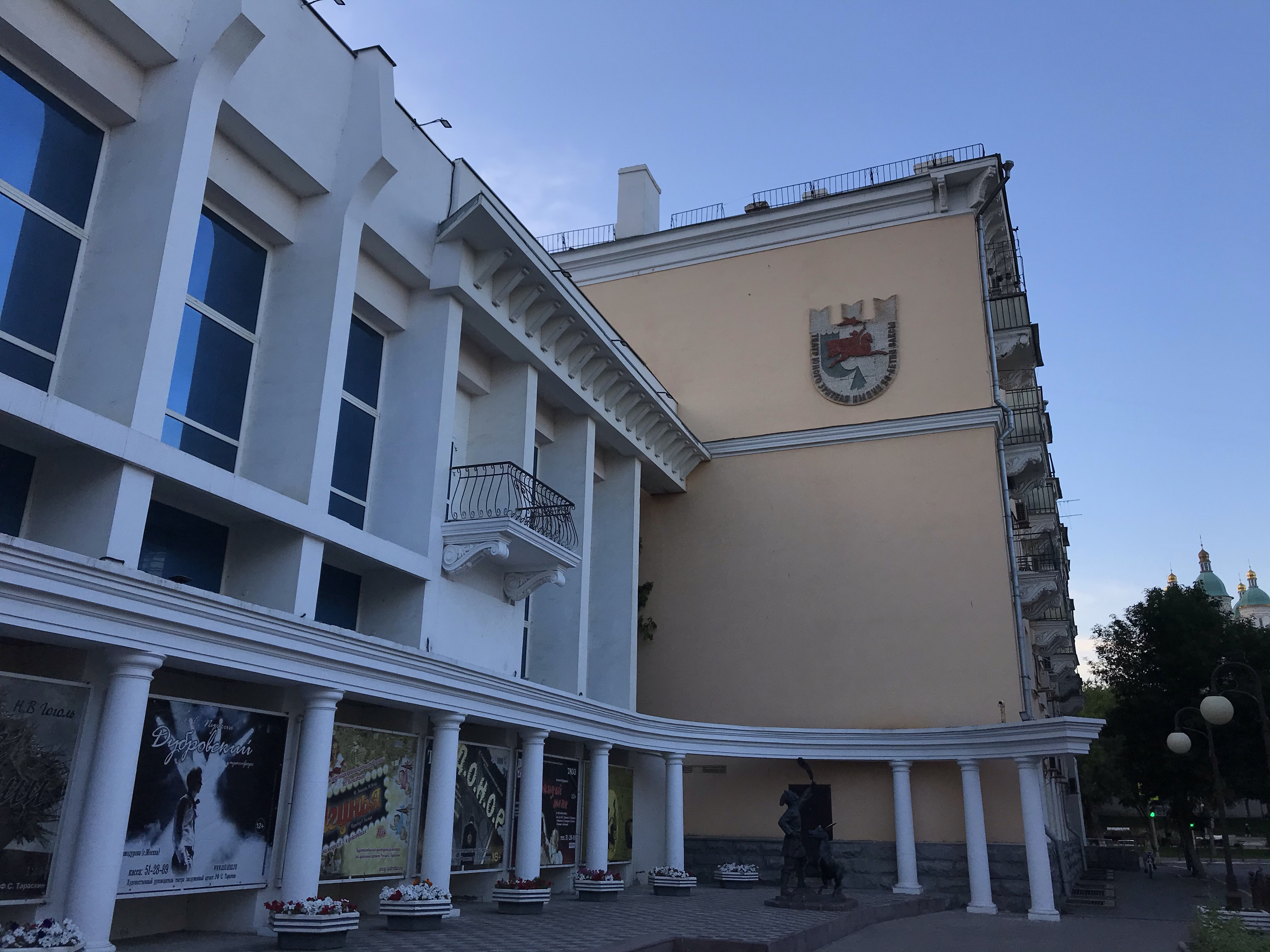
Астраханский государственный театр юного зрителя
Астраханский драматический театр
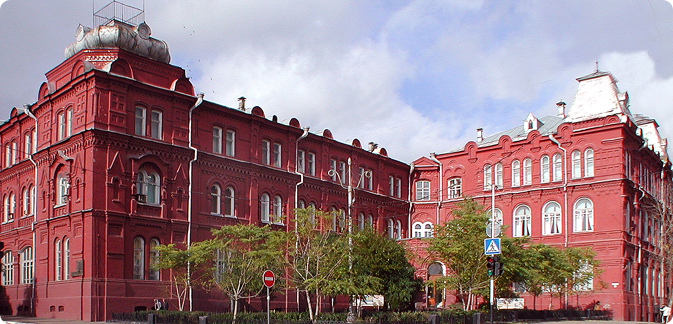
Астраханский государственный объединённый историко-архитектурный музей-заповедник
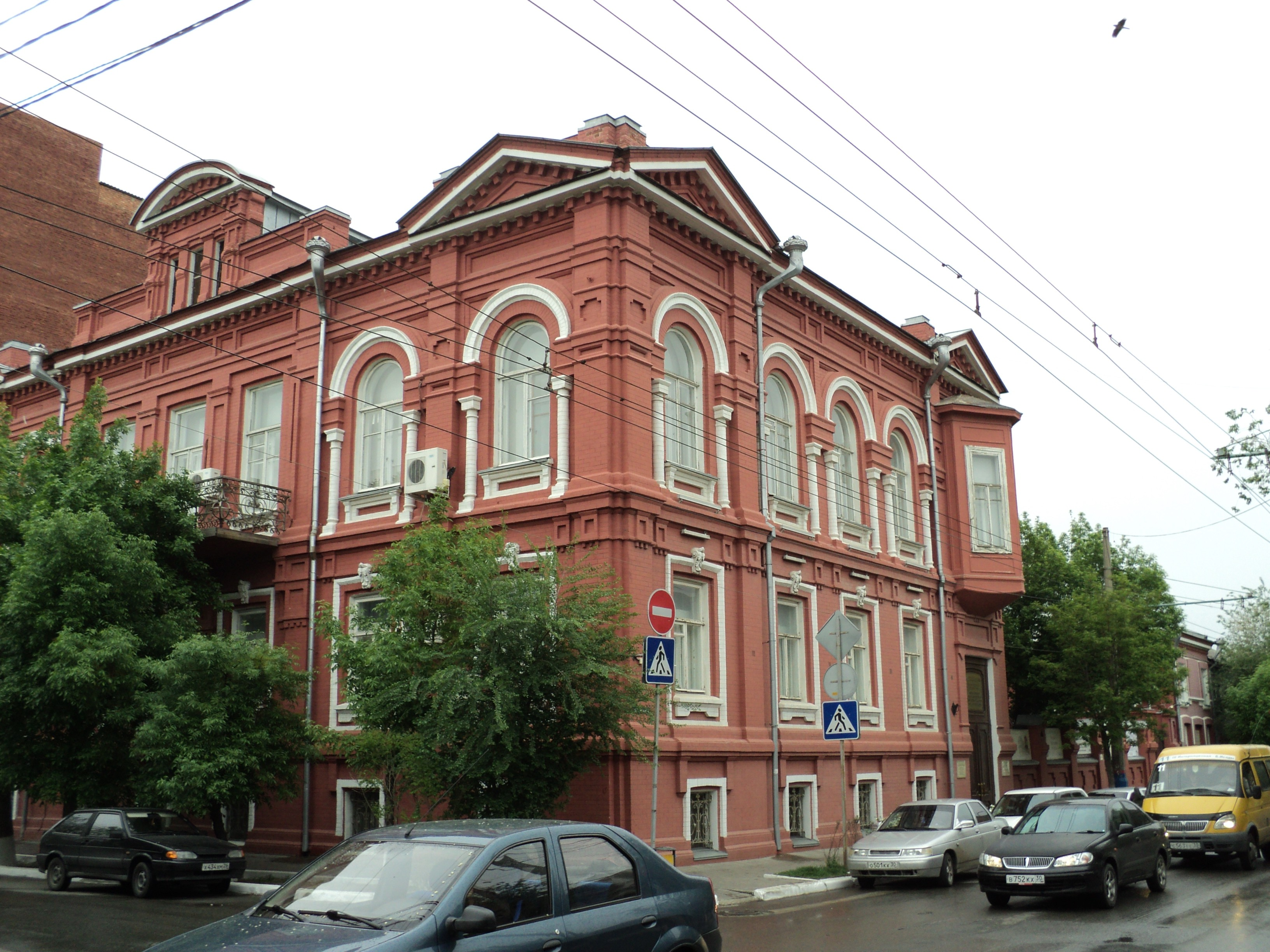
Астраханская картинная галерея имени П. М. Догадина
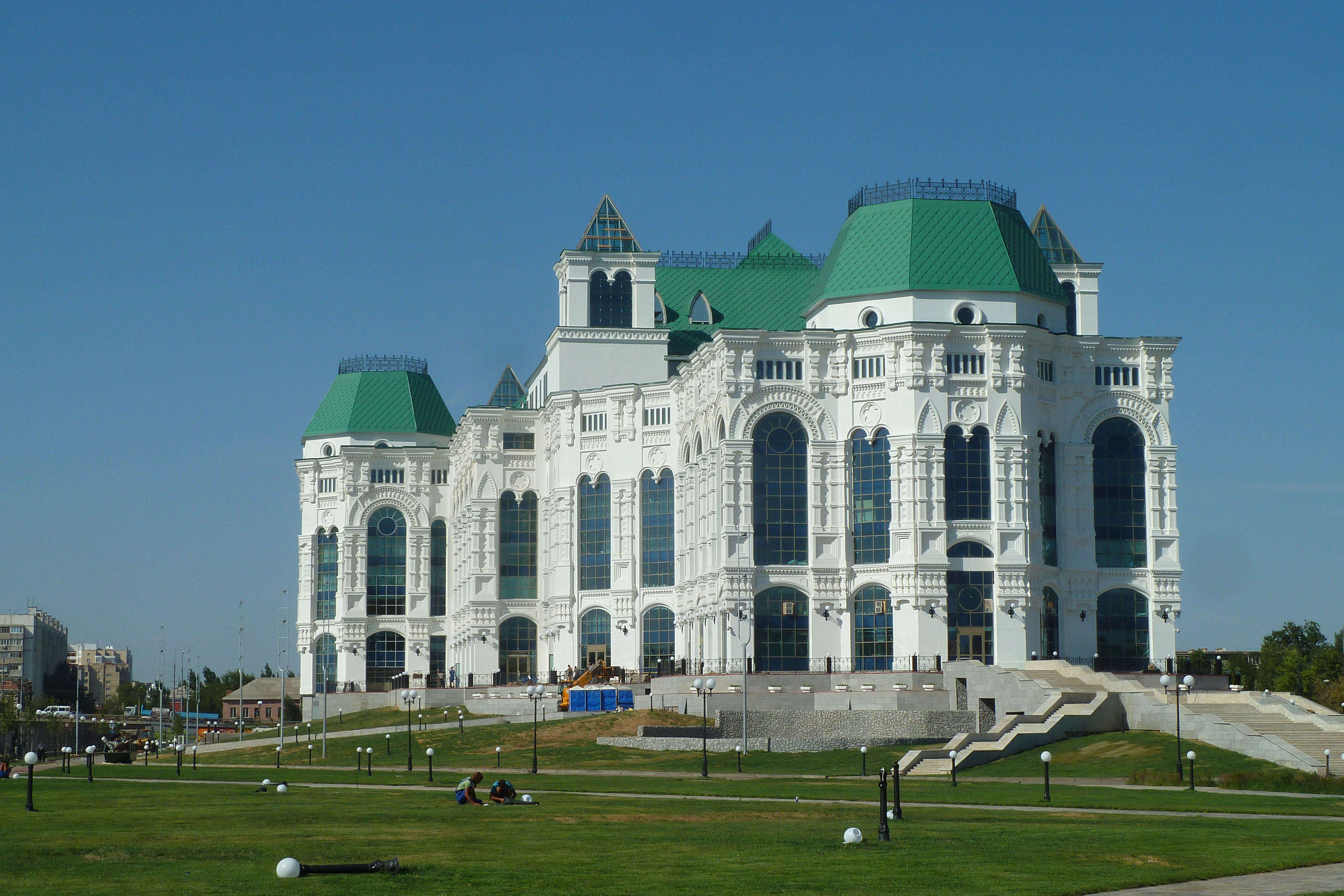
Астраханский государственный театр оперы и балета

### Архитектура

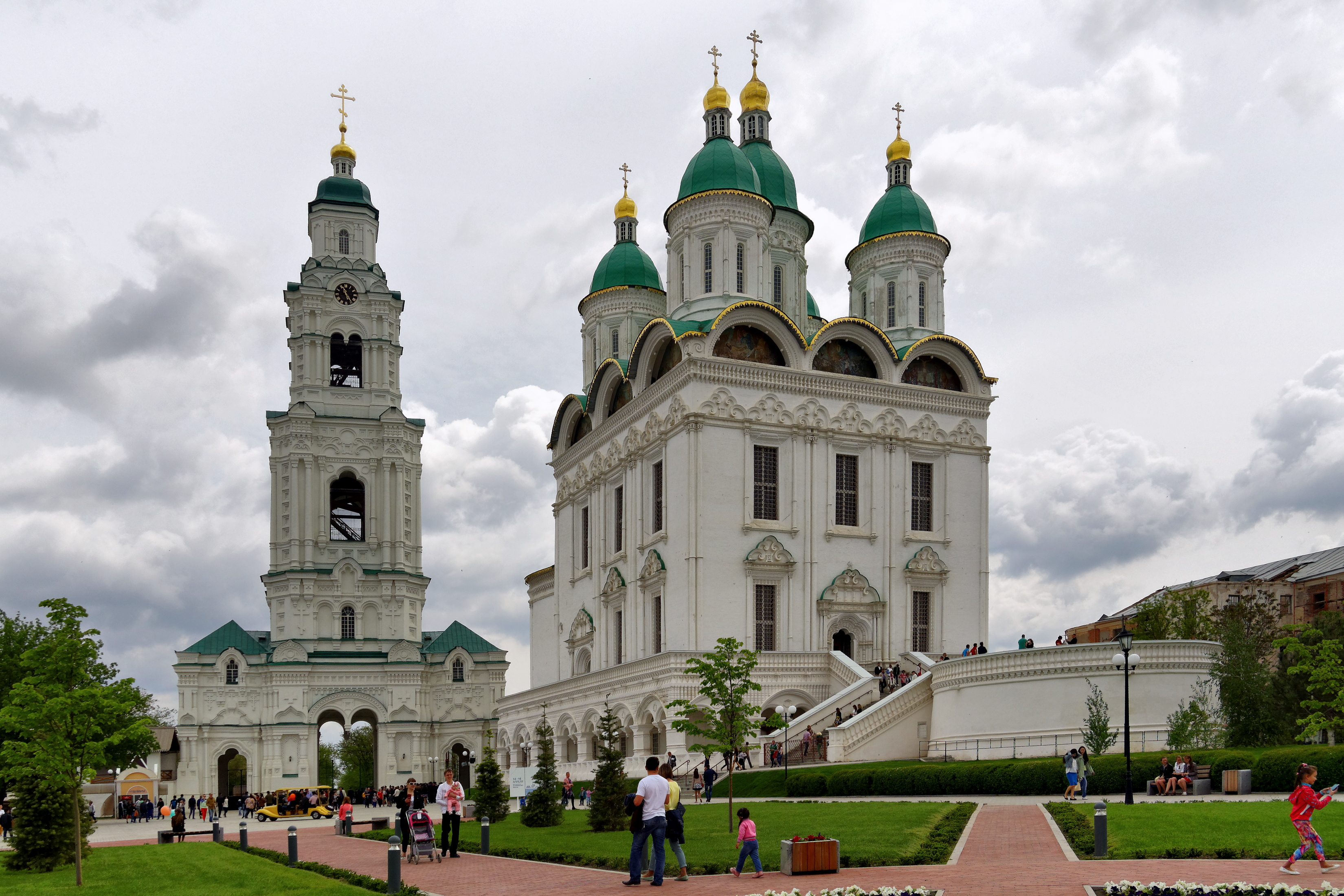
Успенский собор и колокольня Пречистенских ворот Астраханского кремля

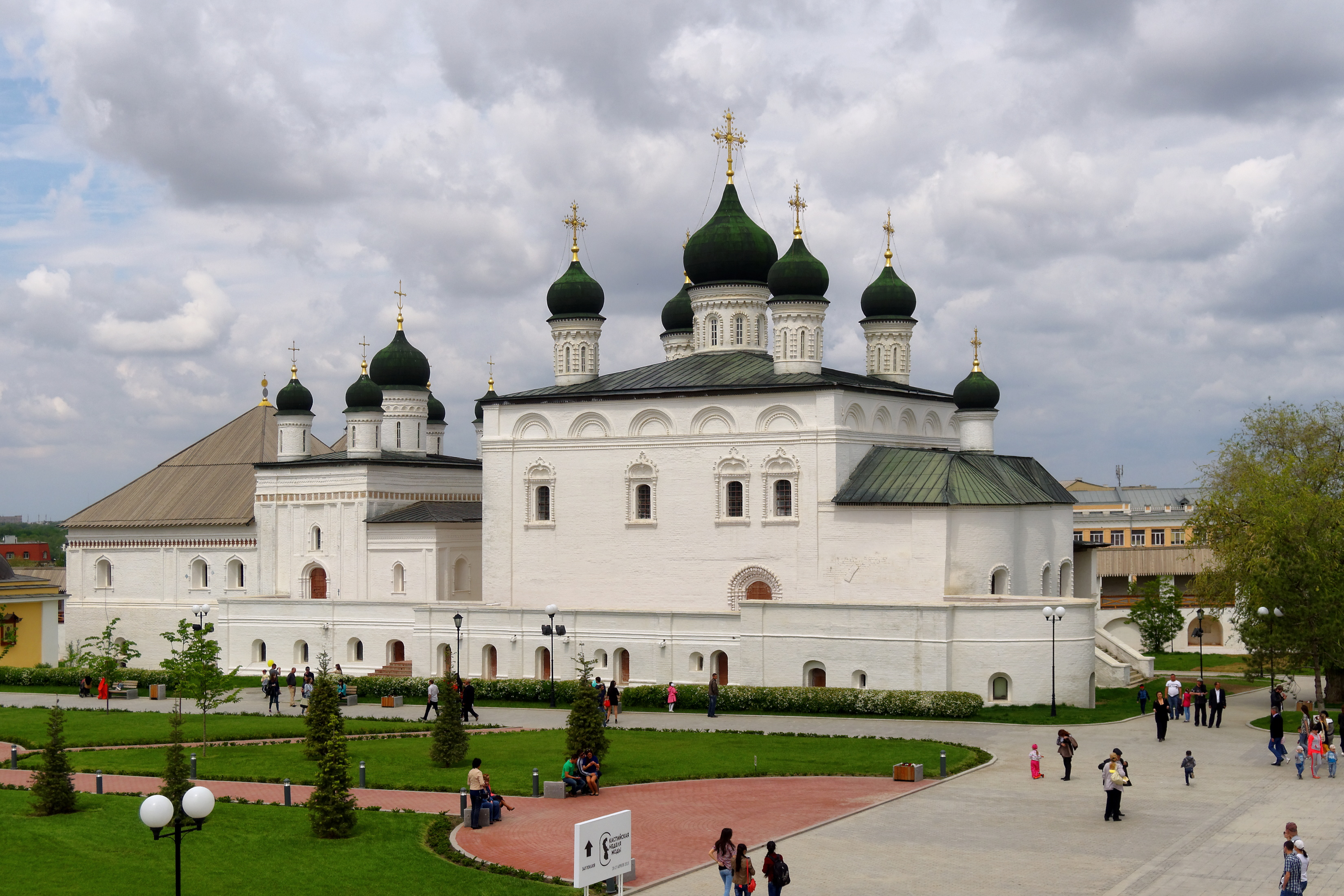
Троицкий собор в Астраханском кремле

Территория Астрахани пересечена рукавами и протоками, отходящими от волжского русла на юго-восток (Болда, Кутум, Царев, Кизань). Это обусловило в нём обилие мостов, перекинутых через реки и ерики, что роднит город с Петербургом, как и то, что здесь бывал Пётр I в 1722 году, приложивший немало усилий к развитию Астрахани как Волго-Каспийского порта.
Центральная часть, исторически сложившееся ядро, представляет собой остров, омываемый водами Волги, Кутума, Царева и ерика Казачий. На самом высоком холме Астраханский кремль (1580—1620; зодчий Дорофей Мякишев, строители Михаил Вельяминов, Дей Губастый), спускающийся по левому берегу Волги почти до набережной, с белокаменными стенами, 4 глухими и 3 проездными башнями. Ниже кремля ранее располагался посад (Белый город) с протянутыми вдоль холма и секущими их улицами (планировка сохранилась).
На территории кремля находятся:
- Успенский собор (1698—1710, зодчий Дорофей Мякишев), кубический, пятиглавый, с богатым декором фасада и с открытой арочной галереей, составляющий единый архитектурный комплекс с Лобным местом;
- Архиерейский дом (XVI—XVIII в.), с домовой церковью;
- Гауптвахта (1807),
- Кирилловская часовня (XVIII—XIX в.) и др.

В 1769 году был утверждён генеральный план Астрахани (архитектор А. В. Квасов), по которому город получил регулярную планировку с квадратной Генерал-губернаторской (Плац-парадной) площадью, застроенной по периметру зданиями в стиле классицизма: дом генерал-губернатора (1790-е годы), длинная (ныне заложенная) аркада, Московский торговый дом (1790) и др. Центральная часть города застроена по «образцовым проектам», набережные с усадебными комплексами и особняками соединены с другими частями города многочисленными мостами. В центре бывшего Белого города сохранились подворья восточных купцов, мечети, римско-католический храм Успения Богородицы (1762—1778); астраханская католическая церковь была третьим по времени основания католическим храмом в России (после петербургского и московского). В XIX веке город подвергался реконструкции, были возведены роскошные особняки, банки, торговые заведения в стиле модерн.

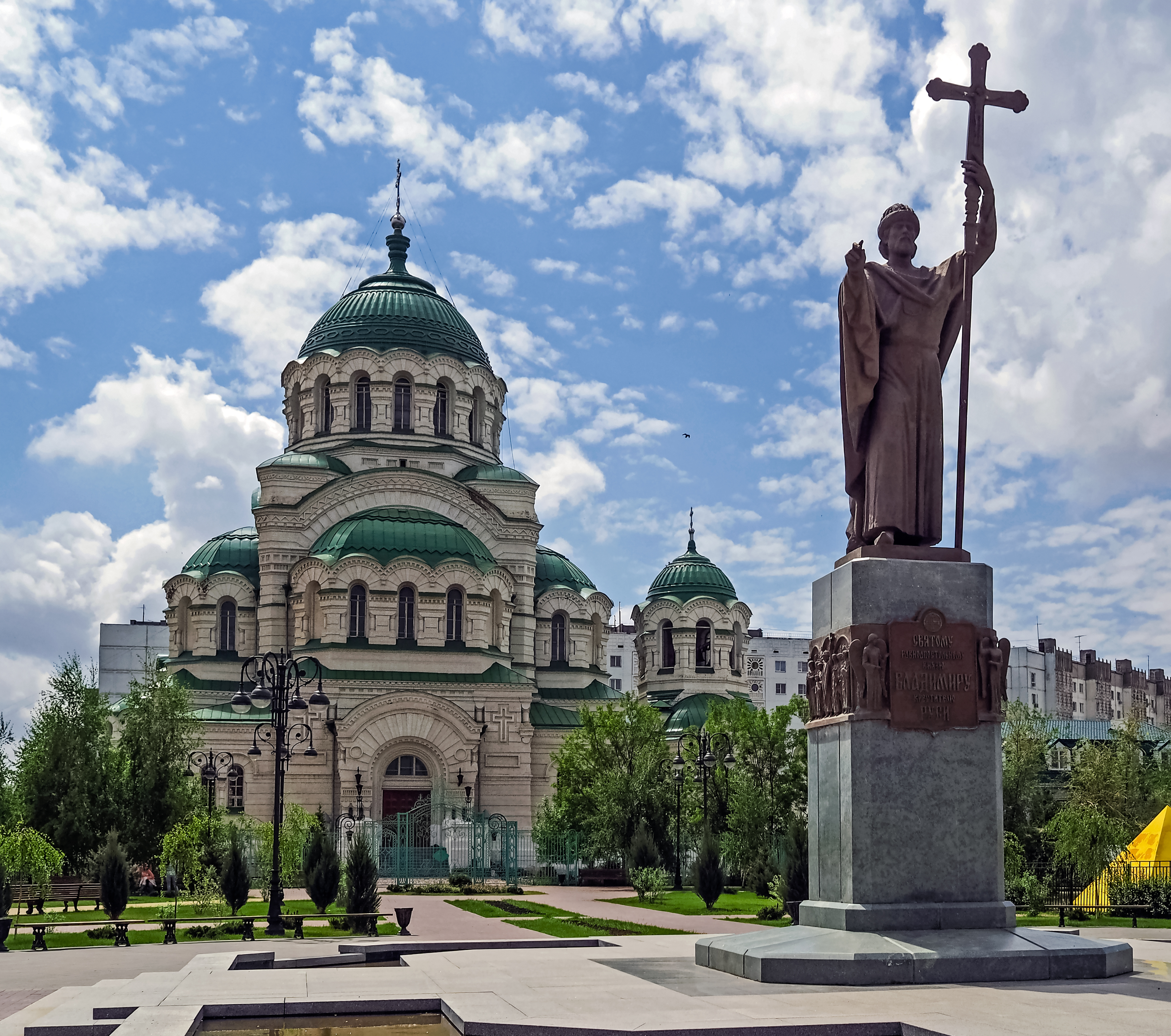
Собор Равноапостольного князя Владимира, одна из городских доминант
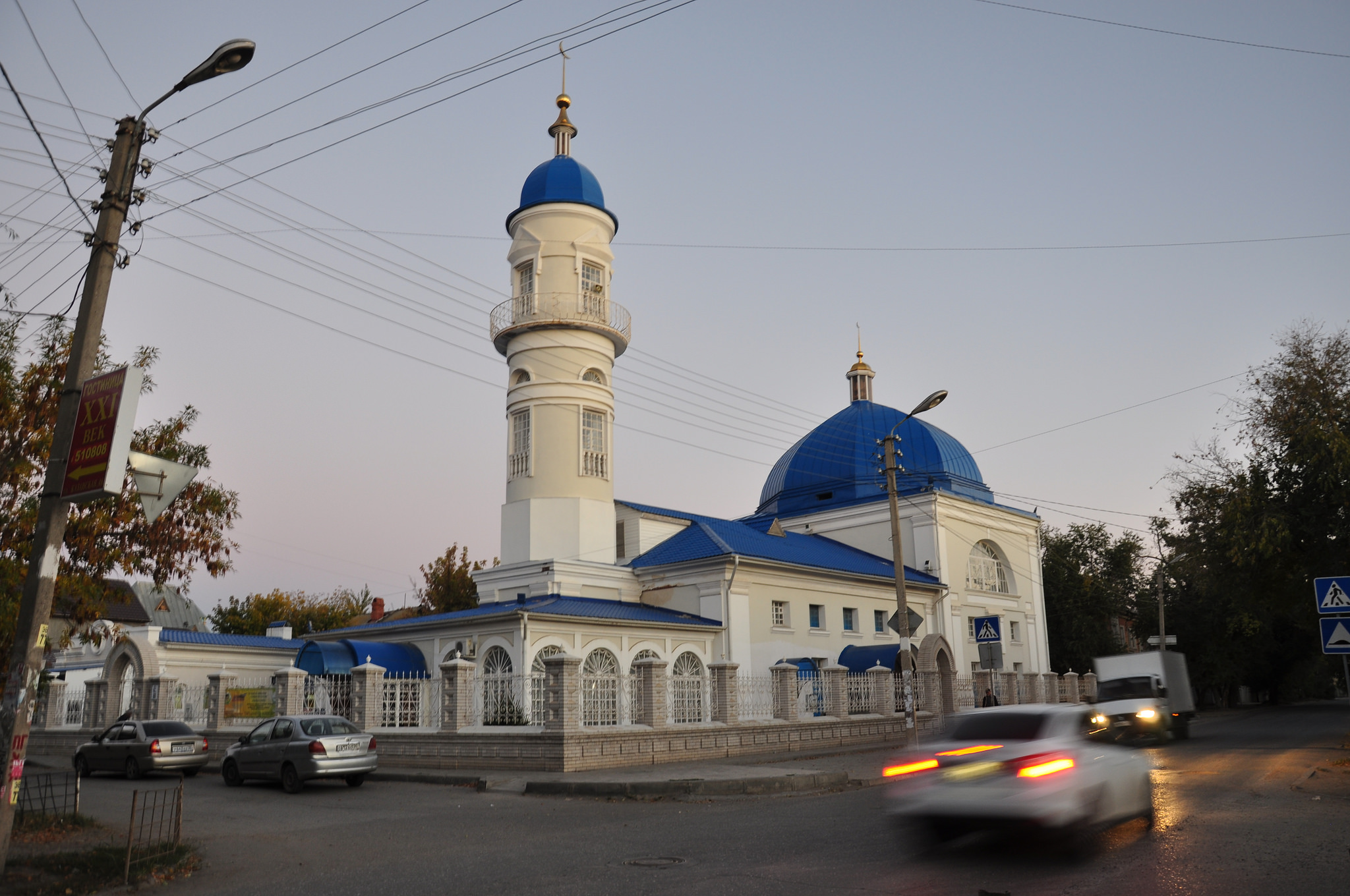
Белая мечеть
Римско-католический храм Успения Пресвятой Богородицы (1778 г.)

Утраченные храмы (некоторые)
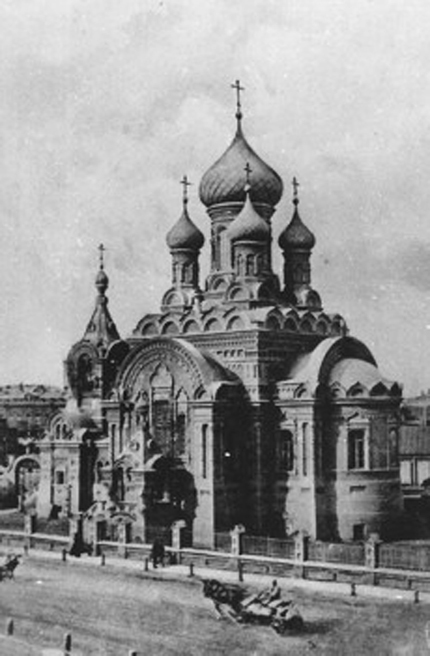
Вознесенская единоверческая церковь (снесена в 1933)
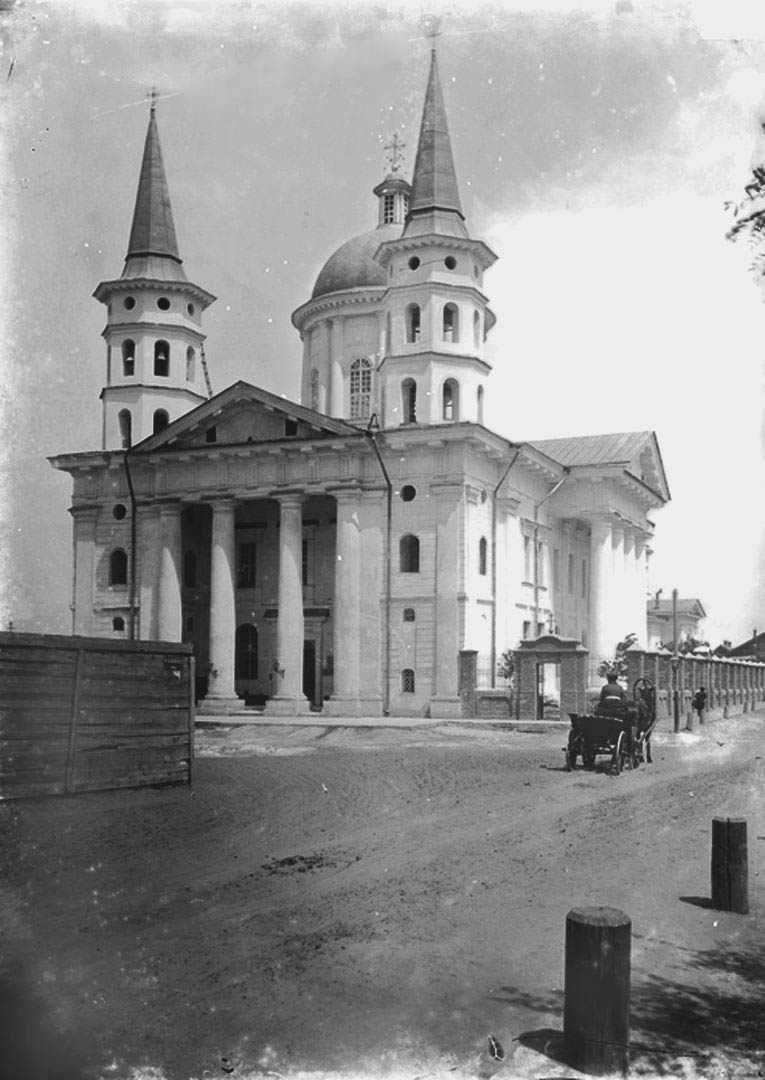
Армянская церковь Петра и Павла (снесена в 1934)
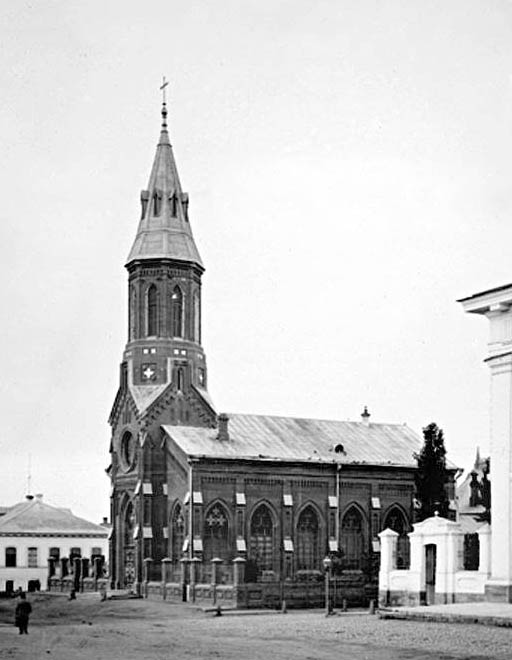
Лютеранская кирха (перестроена в жилой дом в 1939)
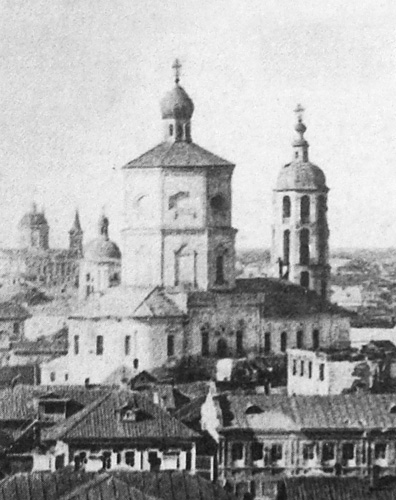
Крестовоздвиженская церковь (снесена в 1933)
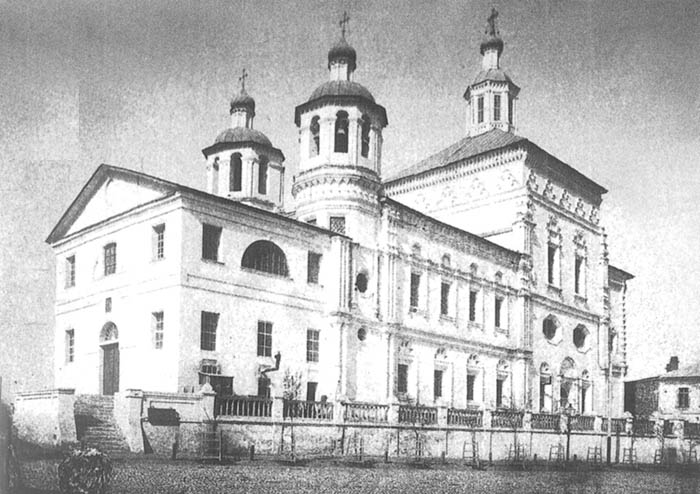
Церковь Рождества Пресвятой Богородицы (снесена в 1934, на её месте в 1952 г. построен жилой дом)
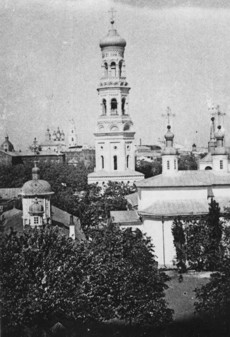
Колокольня Благовещенского монастыря (снесена в 1918, восстановлена в мае-сентябре 2014)

### Достопримечательности
На территории Астрахани расположены:
Религиозные сооружения 
- шатровая башня ограды Спасо-Преображенского монастыря (начало XVIII века) со вставками из полихромных изразцов;
- Демидовское подворье (XVII—XVIII века);
- церковь Иоанна Златоуста (1763; «восьмерик на четверике» с богатым скульптурным декором; перестроена в XIX века);
- Успенский кафедральный собор;
- Пречистенская соборная колокольня;
- Никольская надвратная церковь;
- Покровский кафедральный собор;
- Иоано-Златоустовский храм;
- Иоанно-Предтеченский мужской монастырь;
- Казанская церковь;
- Собор Равноапостольного князя Владимира, 1895—1904 (в советское время в здании располагался автовокзал, в 1999 году храм передан православной церкви);
- Иоанно-Предтеченская церковь;
- Спасо-Преображенская церковь;
- Старообрядческая Покровская церковь (бывшая Христорождественская церковь);
- Свято-Никольский храм на о. Заячьем;
- Храм Казанской иконы Божьей Матери в селе Ильинка;
- Чуркинский монастырь;
- Благовещенский монастырь;
- Введенский храм;
- Духосошественская церковь;
- Петропавловская церковь;
- Церковь Рождества Пресвятой Богородицы;
- Церковь Христа Спасителя;
- Церковь Св. Александра Невского;
- Храм во имя Святого великомученика и целителя Пантелеимона — АЦКК, «Тинаки»;
- Троицкий Монастырь;
- Скульптура «Святой Крест»;
- Белая мечеть;
- Чёрная мечеть;
- Красная мечеть;
- Зелёная мечеть;
- Персидская мечеть (требует реконструкции) ;
- Ногайская мечеть.

Здания
- здание бывшего Азовско-Донского банка, а ныне здание ГУ Банка России по Астраханской области, 1910, архитектор Фёдор Иванович Лидваль;
- особняк Губина, конец XIX века (Красная Набережная, 7);
- дом Астраханского казачьего войска, 1906 (архитектор В. Б. Вальковский);
- кинотеатр «Октябрь» с уникальным зимним садом-дендрарием (в данный момент закрыт на реставрацию);
- Индийское торговое подворье;
- Армянское подворье;
- Персидское подворье;
- деревянные жилые дома в русском или ропетовском стиле;
- Областная научная библиотека имени Н. К. Крупской;

Остальное 
- Лебединое озеро в центре города;
- Астраханская телебашня;
- Триумфальная арка в честь 300-летия Астраханской Губернии

Фотогалерея
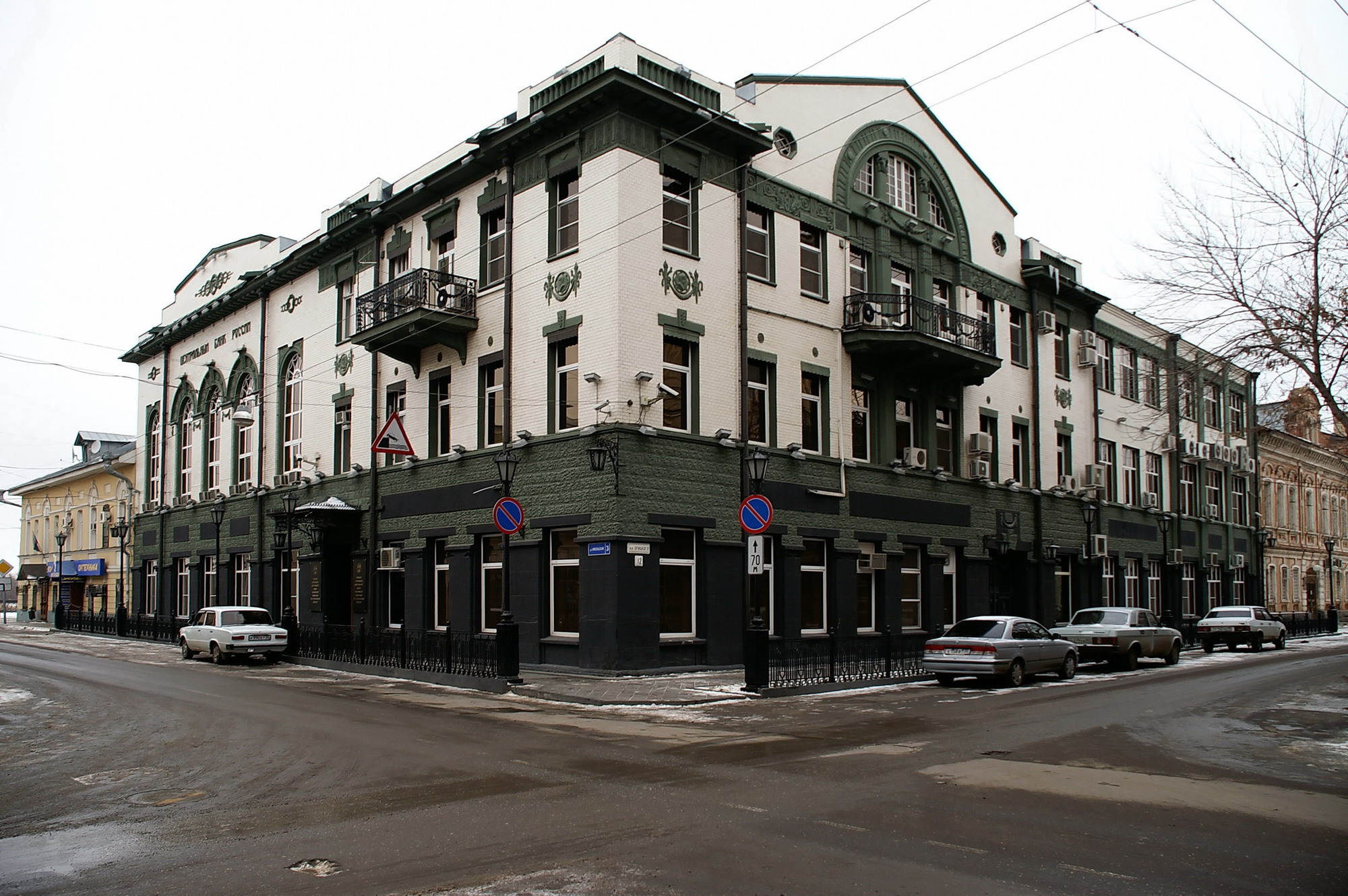
Здание бывшего Азовско-Донского банка
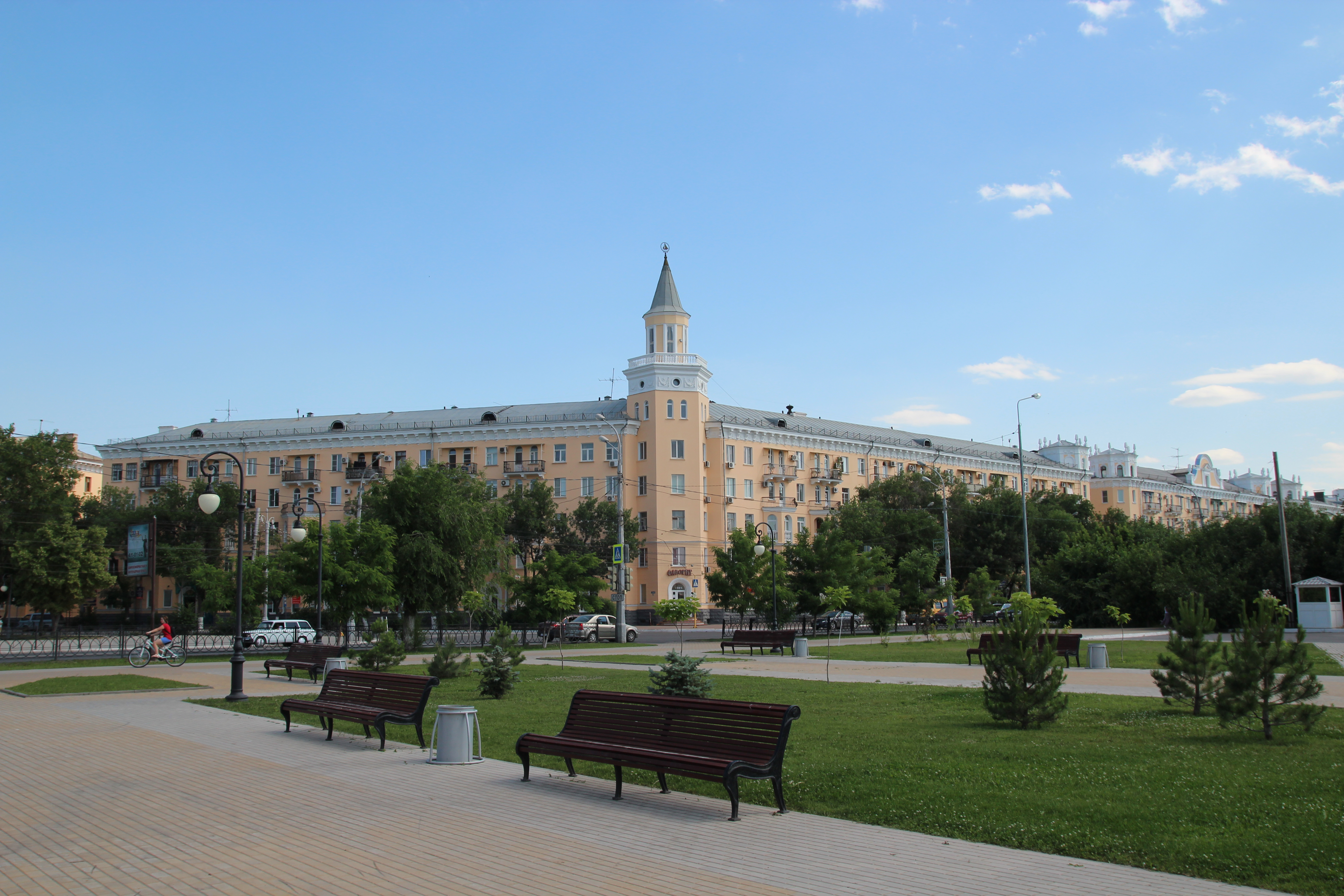
Жилой дом по адресу площадь Ленина 2
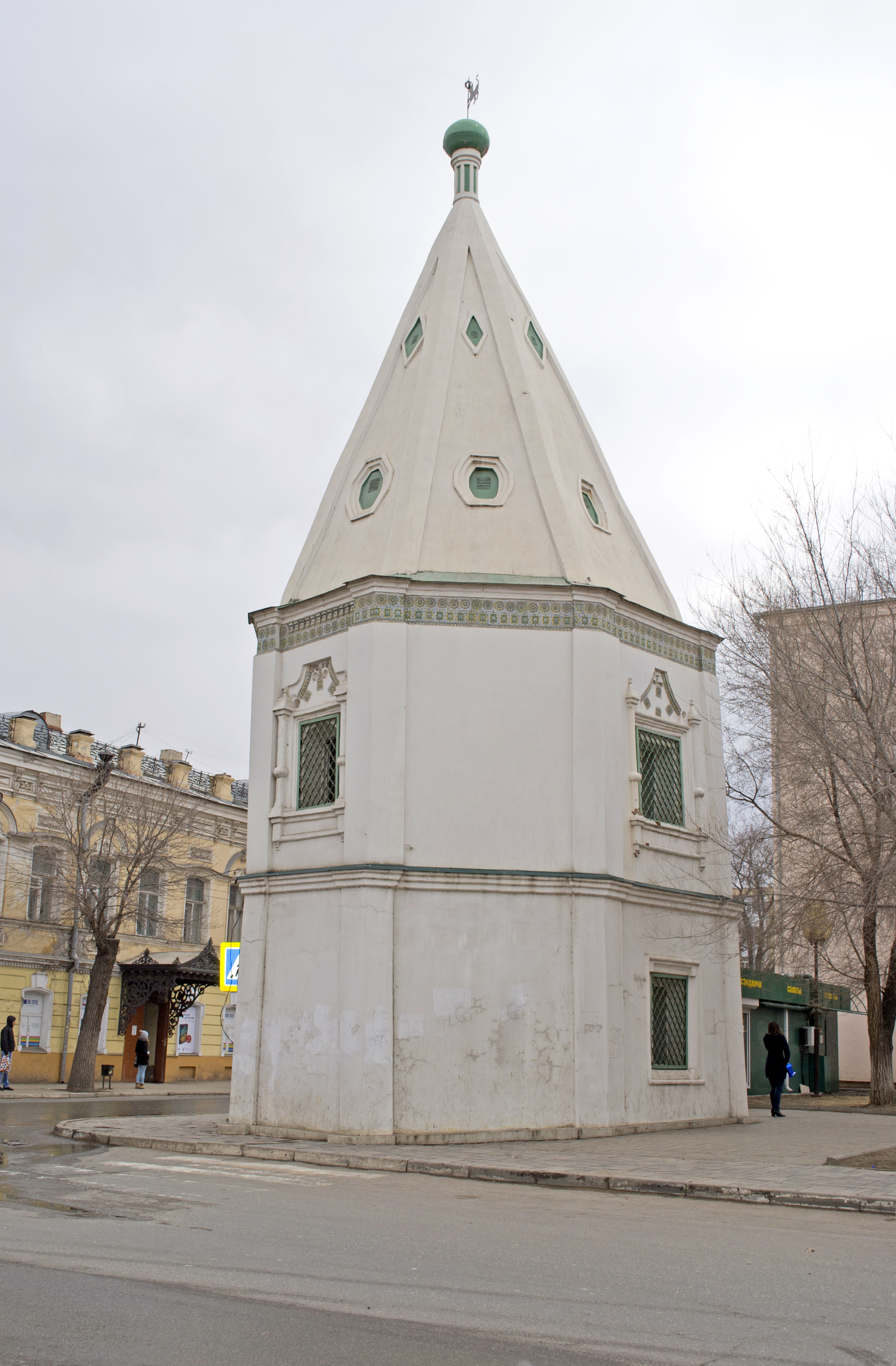
Башня бывшего Спасо-Преображенского монастыря
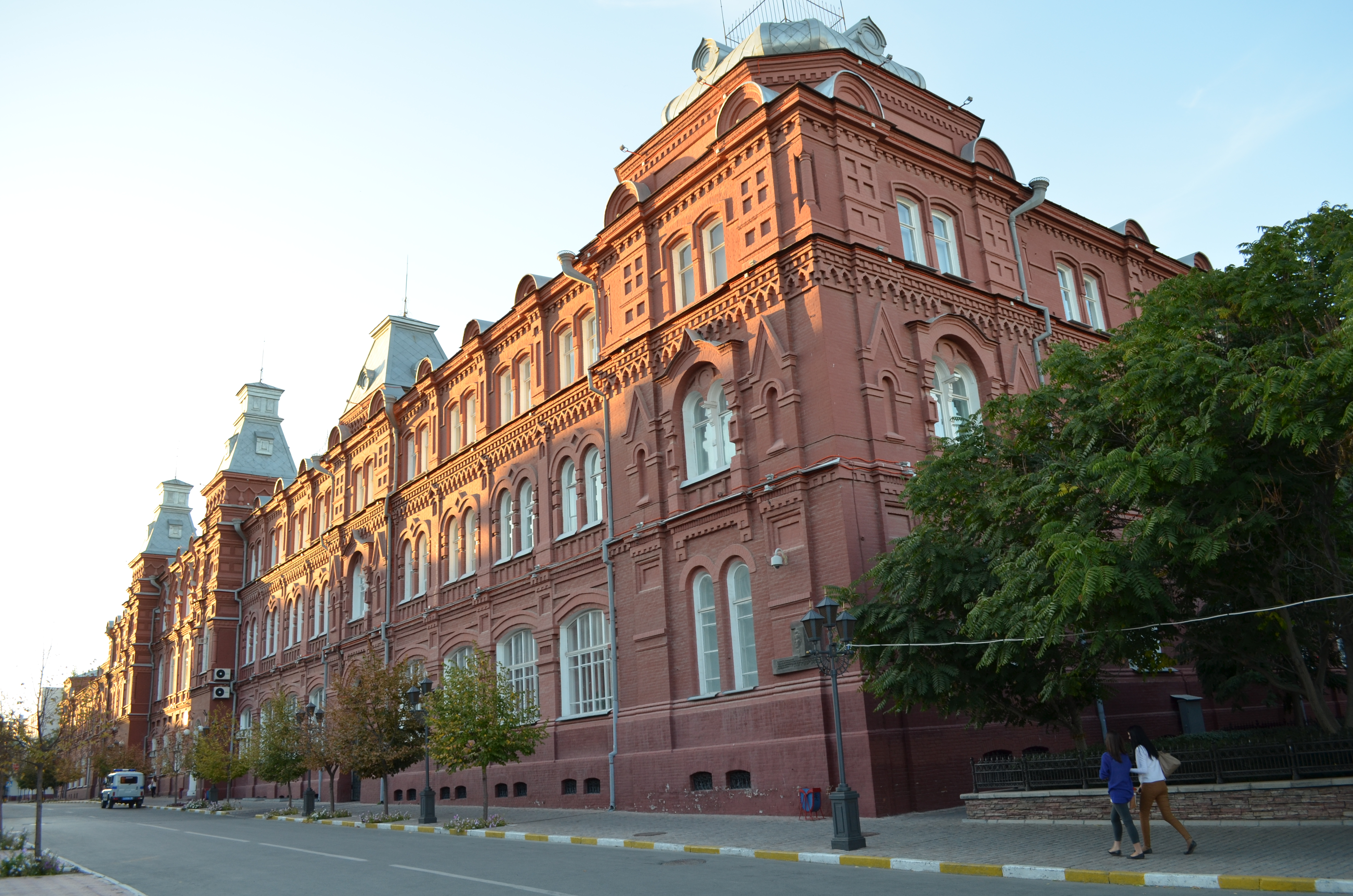
Здание городской думы Астрахани
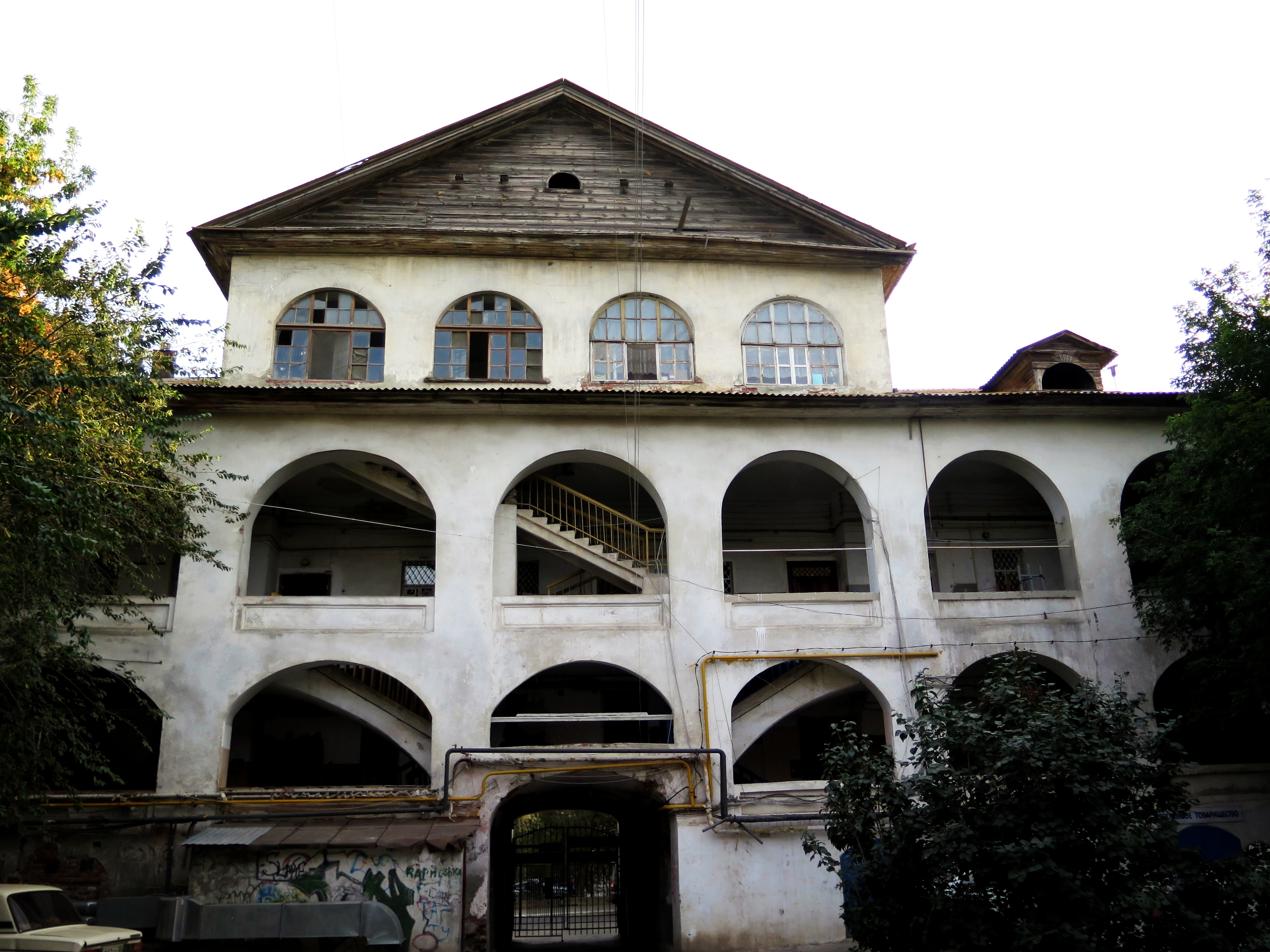
Персидское подворье

### Памятники

Памятник В. И. Ленину на площади имени В. И. Ленина

- памятник туркменскому поэту Махтумкули Фраги на ул. Татищева в сквере «Студенческий» неподалёку от здания АГУ;
- памятник Курмангазы на ул. Советской/Калинина, напротив сквера «Армения»;
- памятник Габдулле Тукаю на ул. Адмирала Нахимова/Александрова;
- памятник философу Омару Хайяму на ул. Татищева в сквере «Студенческий» неподалёку от здания АГУ;
- памятник В. И. Ленину на Площади Ленина (скульптор З. И. Азгур, 1956—1957);
- скульптура «Калыханка» (скульптор З. И. Азгур, 1955) ул. Ахшарумова;
- памятник А. С. Пушкину (скульптор З. И. Азгур, 1954) на ул. Коммунистическая/Советская;
- памятник С. М. Кирову (1932);
- памятник погибшим борцам за установление советской власти в Астрахани (1920)ул. Василия Тредиаковского;
- памятник погибшим воинам 28-й армии (1960, перестроен в 1977) ул. Савушкина;
- памятник погибшим воинам за установление советской власти в Астрахани (1977);
- памятник А. Е. Трусову на улице Эспланадной около ЦУМа;
- памятник С. М. Кирову на улице Чернышеского;
- памятник «Дзержинский с ребёнком» в сквере им. Дзержинского (ул. Дзержинского);
- бюст Ф. Э. Дзержинского у входа в УФСБ РФ по Астраханской области на улице Свердлова;
- памятник «Семья нефтяника» на улице Набережная Приволжского Затона, возле Лебединого озера;
- памятник «Вобла-кормилица»;
- скульптуры на Волжской набережной: «Дама с собачкой» и «Мальчик-чистильщик обуви»;
- памятник В. И. Ленину в парке им. В. И. Ленина в Трусовском районе;
- памятник В. И. Ленину напротив входа в бывшее заводоуправление АЦКК;
- памятник В. И. Ленину на ул. Космонавта Комарова;
- памятник В. И. Ленину в парке им. 10-летия Октября;
- памятники на бульваре Победы: танк Т-34-85, пушки ЗИС-3, памятник погибшим кораблям, памятник Героям СССР;
- памятник-мемориал «Чёрный тюльпан», ул. Н.Островского;
- памятник астраханским пограничникам, ул. Н.Островского;
- памятник Святым Петру и Февронии Муромским, ул. Печенегская;
- памятник Петру I на улице Бабёфа;
- бюст Мусе Джалилю на улице Татищева в сквере «Студенческий» неподалёку от здания АГУ;
- памятник природы «Астраханский дуб», ул. Минусинская;
- бюст Николаю Скоморохову на пересечении улиц бульвар Победы/Бертюльская.
- бюст Абдухамиду Джанибекову на пересечении улиц Набережная Приволжского Затона/Джанибекова
- памятник Спецназу и Разведке РФ на пересечении ул. Николая Островского и ул. Звездная;

### Парки и скверы
Ленинский район
- парк «Театральный» ул. Анри Барбюса/ул. Коммунистическая/ул. Академика Королёва/ул. Марии Максаковой;
- парк ГРЭС ул. Яблочкова/ул. Сун Ят-Сена;
- сквер «Студенческий» ул. Татищева/пер. Смоляной/ул. Савушкина/ул. Латышева;
- аллея Газовиков ул. Бабаевского/ул. Жилая;
- сад им. Татищева ул. ул. Татищева/пр-д. Геолога Бориса Волкова;
- сквер им. 60-летия Сталинградской битвы ул. Комсомольская набережная/ б-р Победы;
- парк «Железнодорожников» ул. Беринга;
- сквер Астраханских журналистов ул. Куйбышева/ул. Чехова
- парк «Вера» ул. Татищева

Кировский район
- сквер Ульяновых ул. Адмиралтейская/ул. Василия Тредиаковского;
- сквер «Чернобыльский» ул. Победы;
- сквер «Армения» ул. Советская/ул. Калинина;
- сквер Победы ул. Победы;
- сквер «Нефтяник» ул. Красная Набережная/ул. Коммунистическая/ул. Роскольникова;
- сквер им. С. М. Кирова ул. Советская/ул. Кирова/ул. Чернышевского
- сквер им. А. Е. Трусова ул. Кирова/ул. Эспланадная;
- сквер им. А. С. Пушкина ул. Коммунистическая/ул. ул. Советская;
- сквер им. Г.Алиева ул. Набережная Приволжского затона;
- площадь Ленина/ул. Адмиралтейская/пл. Ленина/ул. Василия Тредиаковского;
- площадь Петра I пр-т. Губернатора Анатолия Гужвина/ ул. Бабефа;
- сквер Филармонии ул. Молодой Гвардии/ ул. Володарского;
- Братский сад ул. Кирова/ул. Советская/ул. Василия Тредиаковского/ул. Ахматовская;
- Морской сад ул. Советская/ул. Михаила Аладьина/ ул. Молодой Гвардии;
- парк культуры и отдыха «Аркадия» ул. Академика Королёва/ул. Калинина;
- парк «Дружба» ул. Адмиралтейская/ пер. Бульварный/ ул. Набережная Приволжского затона;
- Петровская набережная;
- аллея Семьи ул. Набережная Приволжского затона;
- аллея Славы пр-т. Губернатора Анатолия Гужвина/Анатолия Сергеева;
- аллея Астрахань-Зиген Петровская набережная;
- аллея Содружества Петровская набережная;
- аллея Воинской славы ул. Набережная Приволжского затона, 14 у здания ДОСААФ;
- Петровский сад территория Астраханского кремля;

Советский район
- сквер им. Габдуллы Тукая ул. Адмирала Нахимова/ул. Александрова;
- сквер Ветеранов ул. Боевая/ ул. Сахалинская;
- аллея воинов-интернационалистов ул. Н.Островского/ ул. Звёздная;
- бульвар Энергетиков ул. ул. Н.Островского/ул. Звёздная;
- сад Велосипедистов ул. Н.Островского/площадь Джона Рида;
- парк культуры и отдыха «Планета» (временно закрыт) ул. Н.Островского/ул. Звёздная/ул. Космонавтов;
- парк «Дружба» ул. Н.Островского/ул. Боевая/ул. Б.Хмельницкого за рынком Жилгородок;
- Парк знаний пр-д Воробьёва, 7-7а

Трусовский район
- аллея Ветеранов ул. Мосина/проспект Бумажников;
- аллея Воинской славы ул. Мосина/ул. Мехоношина/ул. Коновалова;
- парк «Приволжье» ул. Набережная Волжских Зорь/ул. Староастраханская;
- парк им. III Интернационала ул. Вильямса/ул. Парковая;
- парк им. В. И. Ленина ул. Луначарского;
- парк Любви, семьи и верности ул. Печенегская/ул. Комсомольская;
- аллея Веры, Надежды и Любви ул. Печенегская/ул. Комсомольская;
- парк им. 10-летия Октября ул. Капитана Краснова/ул. Капитанская;
- сквер им. Ф. Э. Дзержинского ул. Дзержинского/ул. Карла Маркса;
- сквер Строителей пр-т Бумажников/ул. Флеминга

## Телевидение и радиовещание

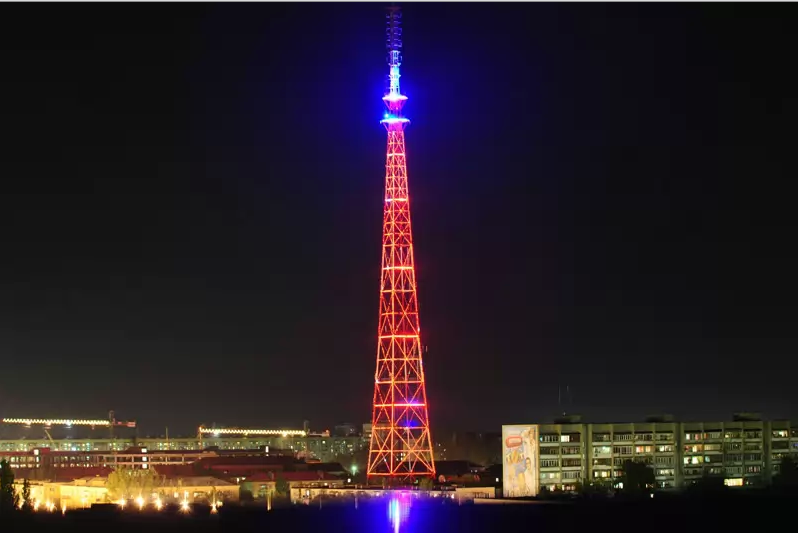
Астраханская телебашня

#### Местное телевидение
- 13 ноября 2017 года астраханский филиал РТРС совместно с ГТРК «Лотос» начал трансляцию региональных телепрограмм в составе первого мультиплекса. Региональные программы доступны на телеканалах «Россия-1» и «Россия-24» и радиостанциях: «Маяк»[120], «Вести ФМ» и «Радио России»[121].
- 29 ноября 2019 года РТРС начал цифровую трансляцию программ регионального телеканала «Астрахань 24» в сетке телеканала ОТР[122].

| ТВК | Частота | Название           |
| --- | ------- | ------------------ |
| 26  | 514     | РТРС-1             |
| 32  | 562     | телеканал «Ю»      |
| 36  | 594     | РТРС-2             |
| 49  | 698     | телеканал «Солнце» |

#### Цифровое эфирное телевидение
Все 20 каналов для мультиплекса РТРС-1 и РТРС-2; Пакет радиоканал, включает: «Вести ФМ», «Маяк», «Радио России / ГТРК Лотос».
- Пакет телеканалов РТРС-1 (телевизионный канал 26, частота 514 МГц), включает: «Первый канал», «Россия 1 / ГТРК Лотос», «Матч ТВ», «НТВ», «Пятый канал», «Россия К», «Россия 24 / ГТРК Лотос», «Карусель», «ОТР» / Астрахань 24, «ТВ Центр».
- Пакет телеканалов РТРС-2 (телевизионный канал 36, частота 594 МГц), включает: «РЕН ТВ», «Спас», «СТС», «Домашний», «ТВ-3», «Пятница!», «Звезда», «Мир», «ТНТ», «Муз-ТВ».
- Обязательный общедоступный региональный телеканал («21-я кнопка»): «Астрахань 24».
- Обязательный общедоступный муниципальный телеканал («22-я кнопка»): «Про Астрахань».

#### Радиовещание
| Частота   | Название радиостанции      |
| --------- | -------------------------- |
| 87,5 МГц  | Радио Гордость             |
| 87,9 МГц  | Наше Радио                 |
| 88,3 МГц  | Радио Дача                 |
| 88,7 МГц  | Радио Астрахань            |
| 89,1 МГц  | Радио Комсомольская Правда |
| 89,5 МГц  | Радио МИР                  |
| 90,1 МГц  | Детское радио              |
| 90,5 МГц  | Радио Вера                 |
| 90,9 МГц  | Серебряный Дождь           |
| 91,4 МГц  | Ретро FM                   |
| 92,2 МГц  | Радио Маяк                 |
| 101,7 МГц | Авторадио                  |
| 102,2 МГц | Love Radio                 |
| 102,7 МГц | Европа Плюс                |
| 103,2 МГц | Русское радио              |
| 103,7 МГц | Новое радио                |
| 104,1 МГц | Южная Волна                |
| 104,5 МГц | Радио России / ГТРК Лотос  |
| 105,0 МГц | Юмор FM                    |
| 105,5 МГц | Хит FM                     |
| 106,0 МГц | Радио Родных Дорог         |
| 106,4 МГц | Радио Maximum              |
| 106,8 МГц | Радио ENERGY               |
| 107,4 МГц | Вести FM                   |
| 107,8 МГц | Дорожное радио             |

## Спорт
Главной спортивной ареной города является стадион Центральный. В Астрахани базируются следующие спортивные клубы:

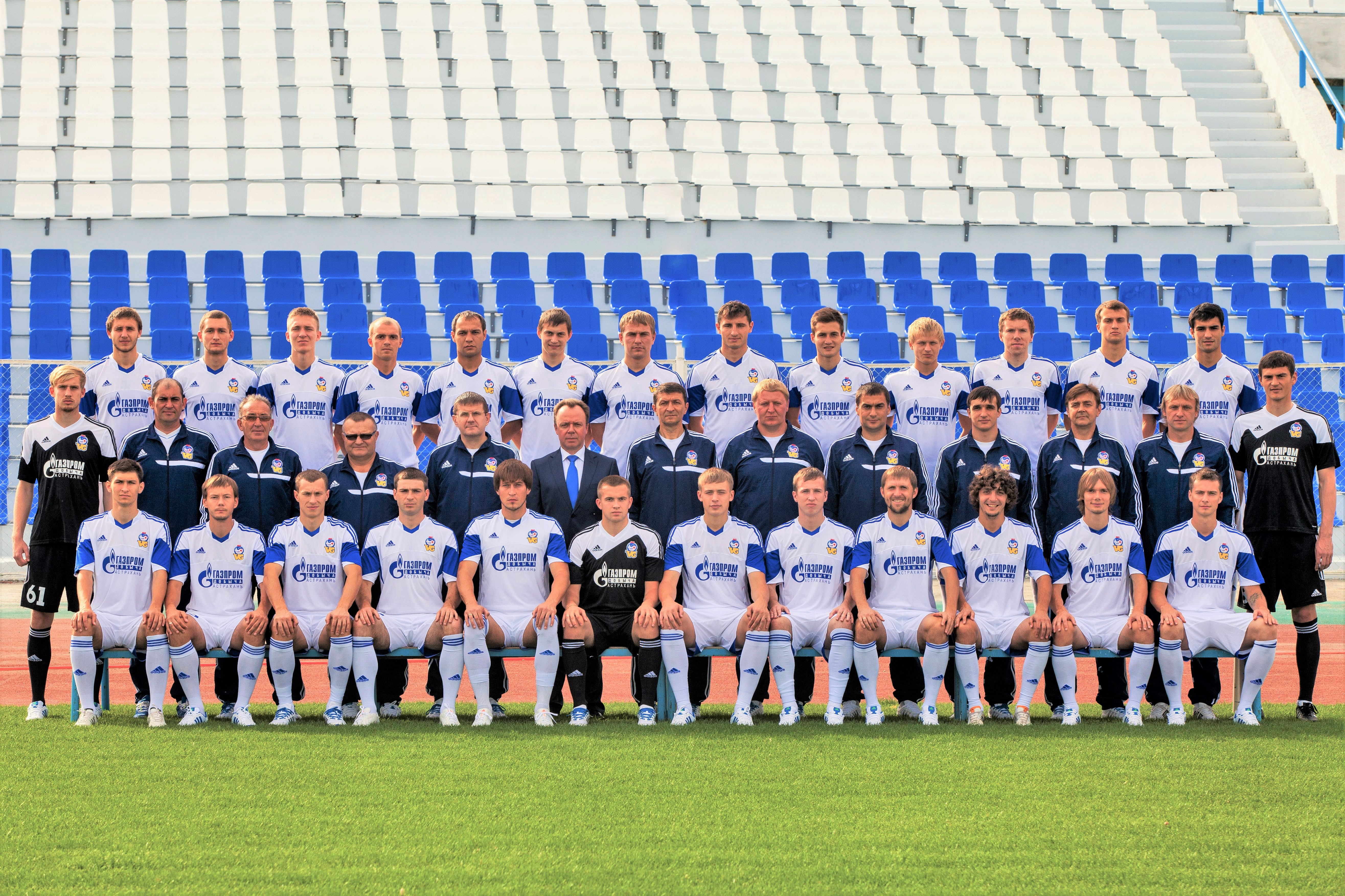
ФК «Волгарь». Сезон 2013—2014 гг.

- футбольный клуб «Волгарь» (основан в 1960 году), участник большинства сезонов первенства Футбольной национальной лиги (Первого дивизиона) в XXI веке. В нём начинал свою карьеру лучший вратарь мира 1988 года, уроженец города Астрахани Ринат Дасаев. В 3 эшелоне российского профессионального футбола в 1990-х годах играл ФК «Астратекс» (расформирован), в XXI веке — ФК «Астрахань» (бывший «Судостроитель»);
- гандбольный клуб «Динамо» (1978), чемпион СССР 1990 года, многократный призёр национального первенства, неизменный её участник с 1980-х годов;
- женский гандбольный клуб «Астраханочка» (1993), чемпион России 2016 года, неизменный её участник с 1998 года;
- ватерпольный клуб «Динамо», бронзовый призёр чемпионатов России 2015, 2022, 2024 и 2025 годов.

## Здравоохранение
Больницы:
- Александро-Мариинская областная клиническая больница ул. Татищева, 2;
- Астраханская клиническая больница ул. Максима Горького, 12, 14;
- Городская клиническая больница № 2 им. братьев Губиных ул. Кубанская, 1;
- Городская клиническая больница № 3 им. С. М. Кирова ул. Хибинская, 2;
- Областная инфекционная клиническая больница имени А. М. Ничоги ул. Началовское шоссе, 7;
- Областная клиническая психиатрическая больница ул. Началовское шоссе, 15;
- РЖД-Медицина ул. Сун Ят-Сена, 62;
- Приволжская районная больница ул. Александрова, 9А;
- Медико-санитарная часть ул. Кубанская 5.

Детские больницы:
- Детская консультация, Астраханская клиническая больница ул. Капитанская 22;
- Областная детская клиническая больница им. Н. Н. Силищевой ул. Медиков, 6;
- Структурное подразделение № 1, Областная детская клиническая больница им. Н. Н. Силищевой ул. Татищева, 2к11;
- Структурное подразделение № 2, Областная детская клиническая больница им. Н. Н. Силищевой ул. Н. Островского, 119;
- Структурное подразделение № 3, Областная детская клиническая больница им. Н. Н. Силищевой ул. Ихтиологическая, 1.

Центры и диспансеры:
- Областной врачебно-физкультурный диспансер ул. Татищева, 56Б, 42А;
- Областной кардиологический диспансер ул. Адмирала Нахимова, 133;
- Областной кожно-венерологический диспансер ул. Марии Максаковой, 6;
- Областной клинический противотуберкулёзный диспансер ул. Началовское шоссе, 7У;
- Областной наркологический диспансер ул. Адмирала Нахимова, 70В;
- Областной онкологический диспансер ул. Б. Алексеева, 57;
- Федеральный центр сердечно-сосудистой хирургии ул. Покровская Роща, 4;
- Астраханский филиал ФГБУ «Национальный медицинский исследовательский центр оториноларингологии ФМБА России» ул. Татищева, 2к7 ;
- ФБУЗ «Центр гигиены и эпидемиологии в Астраханской области» ул. Кирова, 89А

## Образование и наука
В Астрахани функционируют:
- 35 высших учебных заведений;
- 28 учреждений дополнительного образования;
- 80 общеобразовательных учреждений;
- 90 дошкольных учреждений.

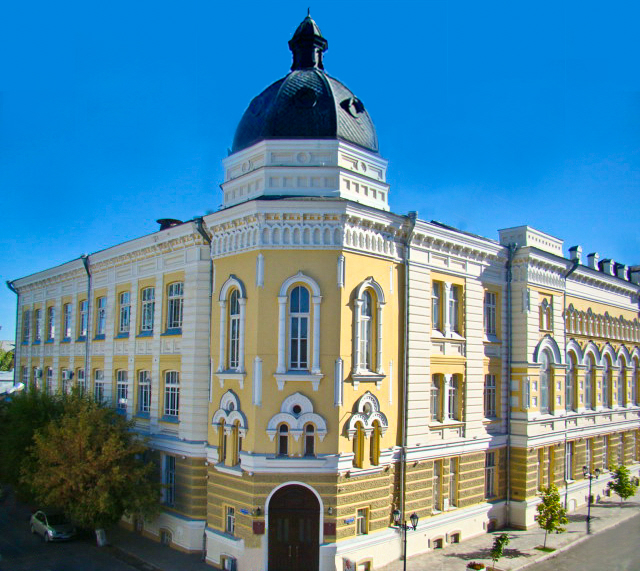
Астраханская государственная консерватория
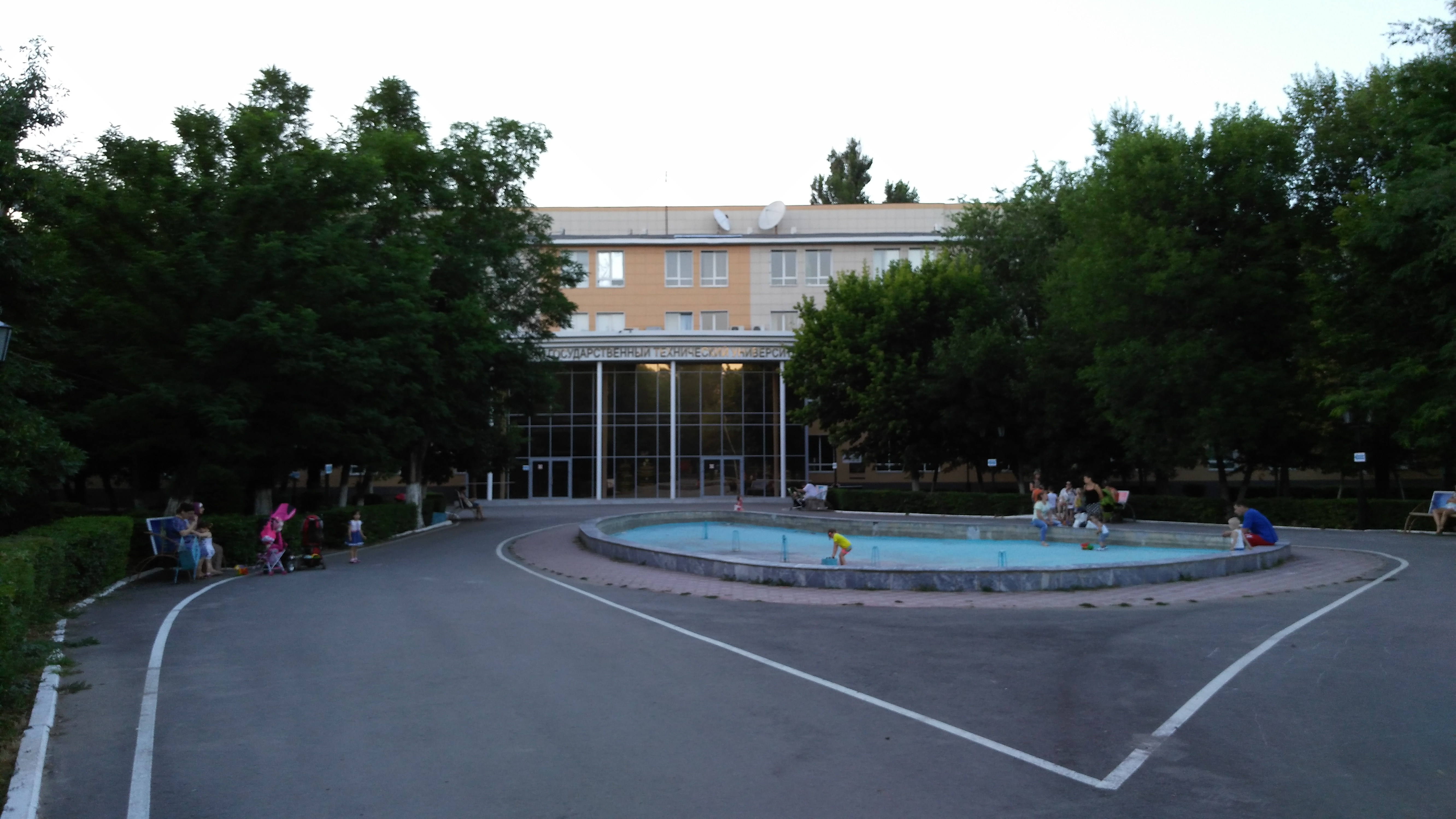
Астраханский государственный технический университет
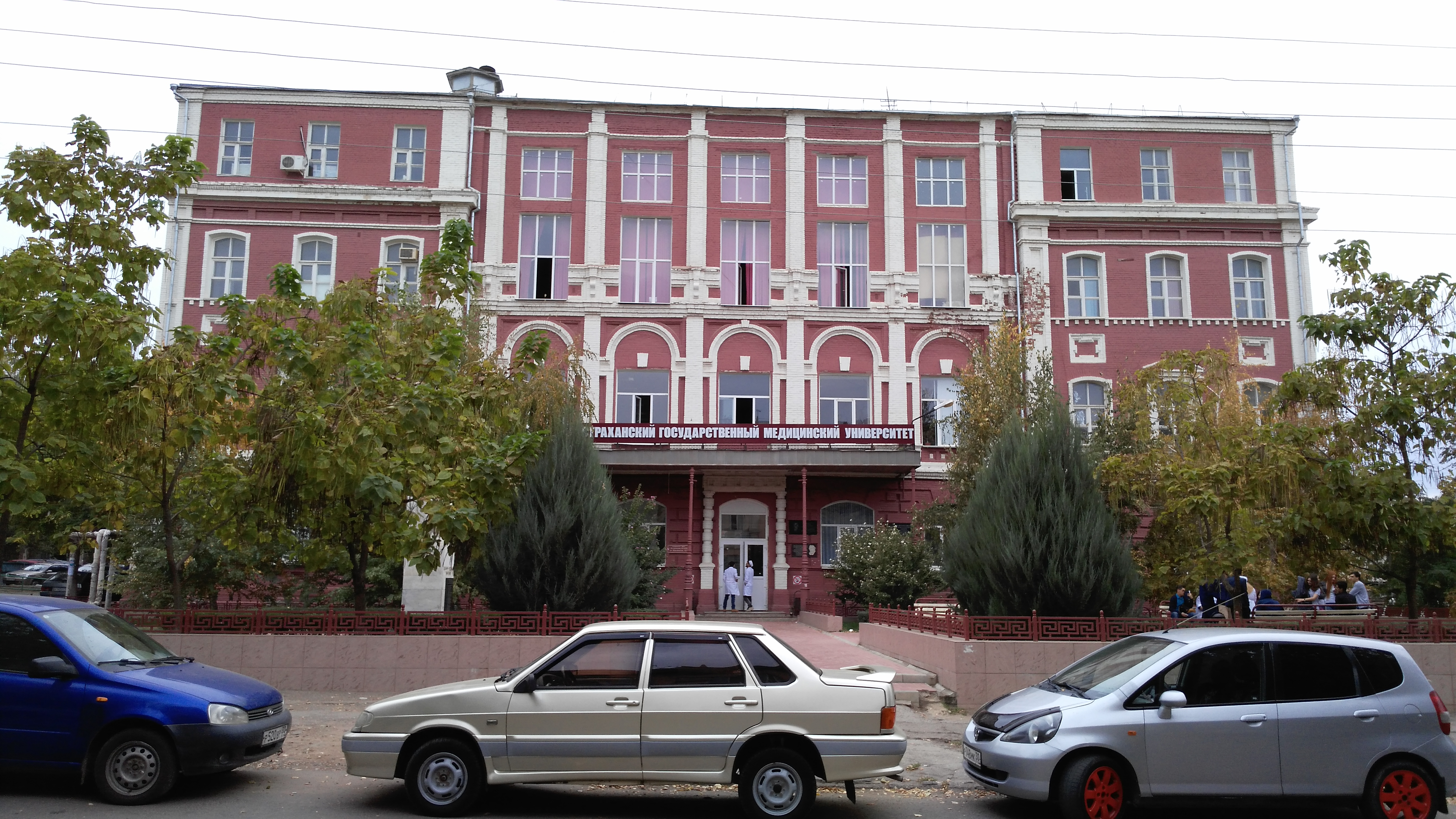
Астраханский государственный медицинский университет

## Внешние связи
В городе расположены:
Консульства:
- Иран: генеральное консульство Исламской Республики Иран в Астрахани (Адмиралтейская ул., д. 3);
- Казахстан: консульство Республики Казахстан в Астрахани (1-я Аршанская ул., д. 17);
- Туркменистан: консульство Туркменистана в Астрахани[123] (1-я Аршанская ул., д. 11);

Деловые центры:
- Азербайджан: Азербайджанский деловой центр (Бакинская ул., д. 100)[124]

В число городов-побратимов Астрахани входят:
| Страна, регион | Город-побратим | Год установления связи |
| -------------- | -------------- | ---------------------- |
| Индия          | Ахмадабад      | —                      |
| Азербайджан    | Баку           | —                      |
| Беларусь       | Брест          | 1999                   |
| Бенин          | Гран-Попо      | 2003                   |
| Армения        | Ереван         | —                      |
| Россия         | Иваново        | 1998                   |
| Россия         | Йошкар-Ола     | 2001                   |
| Россия         | Казань         | 1997                   |
| Россия         | Кисловодск     | 1998                   |
| Словения       | Любляна        | 1997                   |
| США            | Пемброк-Пайнс  | 1996                   |
| Иран           | Решт           | 2014                   |
| Болгария       | Русе           | 1998                   |
| Россия         | Ставрополь     | 1998                   |
| США            | Форт-Лодердейл | 1996                   |
| Южная Корея    | Кванъян        | 2019                   |
| Казахстан      | Атырау         | 2022                   |
| Казахстан      | Актау          | 2022                   |
| Беларусь       | Могилёв        | 2023                   |

С 2006 года город является членом Евразийского регионального отделения Всемирной организации «Объединённые города и местные власти»[значимость факта?]. Созданная в 2004 году при поддержке ООН Всемирная организация «Объединённые города и местные власти» (ВО ОГМВ) объединяет более 1000 городов и ассоциаций мира из 136 стран.
В 2014 году в Астрахани проходил IV Каспийский саммит, где согласовывались основные пункты будущей конвенции о правовом статусе Каспийского моря.